# Barroc sicilià

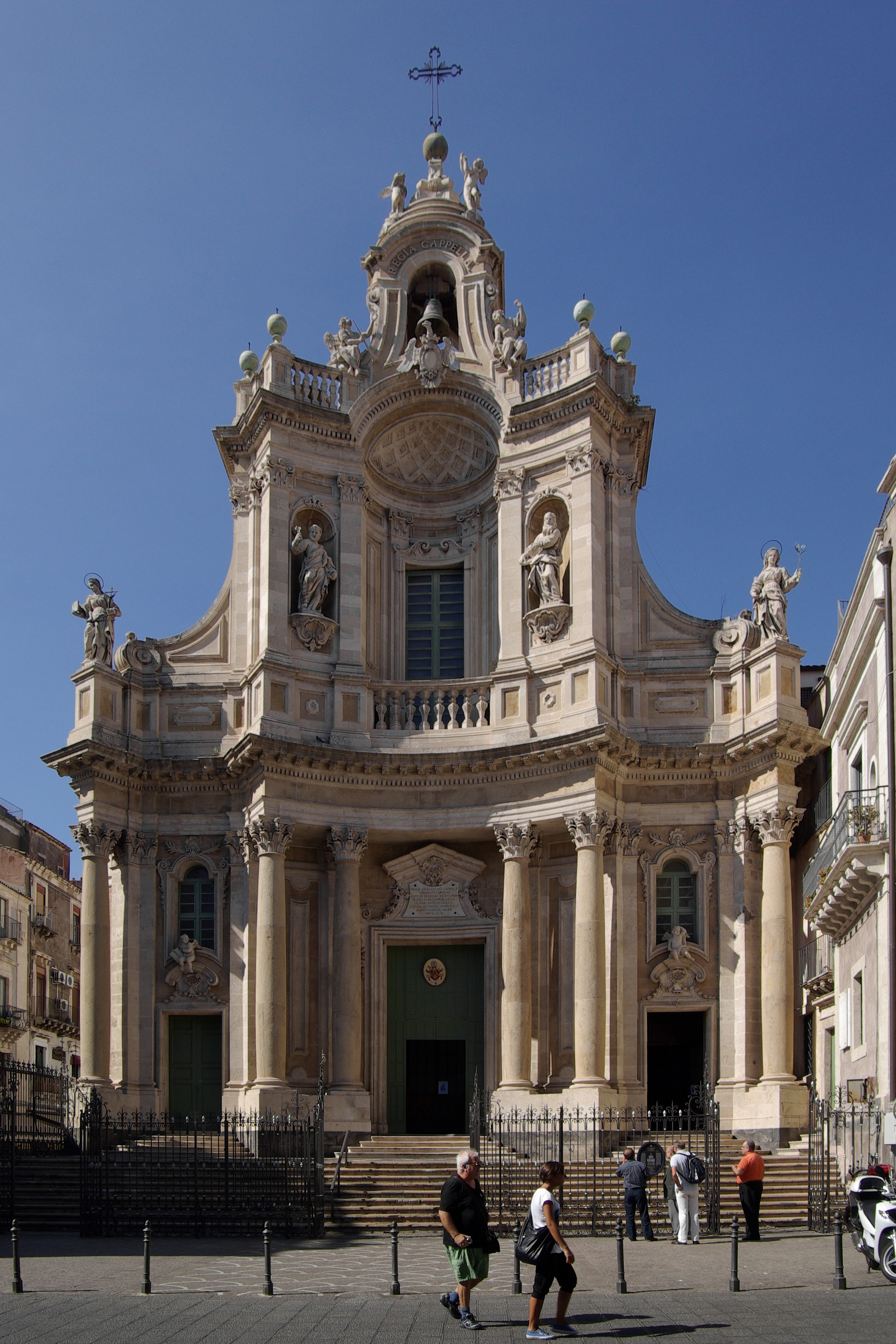
Barroc sicilià. «Collegiata» a Catània, dissenyada per Stefano Ittar, al voltant de 1768

El barroc sicilià és la forma distintiva de l'arquitectura barroca que es va desenvolupar a l'illa de Sicília, al sud d'Itàlia, durant els segles xvii i xviii. L'estil es reconeix no solament pels seus típics revolts i floritures barroques, sinó també per les seves màscares somrients i putti amb la particular extravagància que li ha donat a Sicília una identitat arquitectònica única i la fase més interessant de l'art sicilià.
L'estil barroc sicilià va prendre volada durant la gran reconstrucció edilícia que va seguir el terratrèmol de 1693. Prèviament, el barroc havia estat usat a l'illa d'una manera ingènua i d'abast local, que havia evolucionat a partir de l'arquitectura híbrida nadiua més que pels grans arquitectes barrocs de Roma. Després del terratrèmol els arquitectes locals, molts d'ells formats a Roma, van tenir múltiples oportunitats de recrear l'arquitectura barroca més sofisticada, que havia guanyat popularitat a la Itàlia continental. El treball d'aquests arquitectes locals —i el nou gènere d'enregistrament arquitectònic que ells van iniciar— va inspirar altres dissenyadors locals a seguir-ne l'exemple. Cap al 1730, els arquitectes sicilians havien desenvolupat confiança en l'ús de l'estil barroc. La seva particular interpretació els va portar de mica en mica a generar una forma d'art altament localista i personalitzada. De 1780 endavant, l'estil va ser gradualment reemplaçat per la nova moda del neoclassicisme.
El fenomen anomenat alt barroc sicilià va durar tot just cinquanta anys, i va reflectir perfectament l'ordre social de l'illa en una època en què —dominada oficialment per Espanya— va ser governada de fet per una aristocràcia hedonista i extravagant. L'arquitectura barroca ha donat a l'illa un caràcter arquitectònic que roman durant el segle xxi.

## Característiques del barroc sicilià

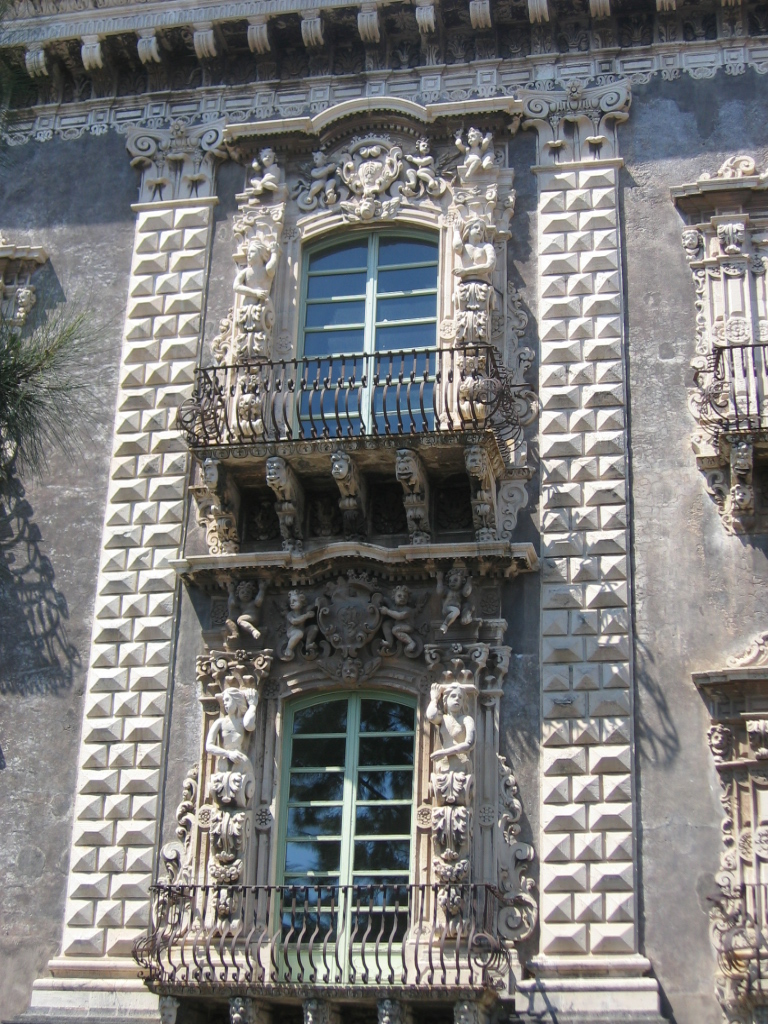
Universitat de Catània, d'estil barroc sicilià, dissenyada per Vaccarini, amb balcons de ferro forjat i decorats amb màscares i putti

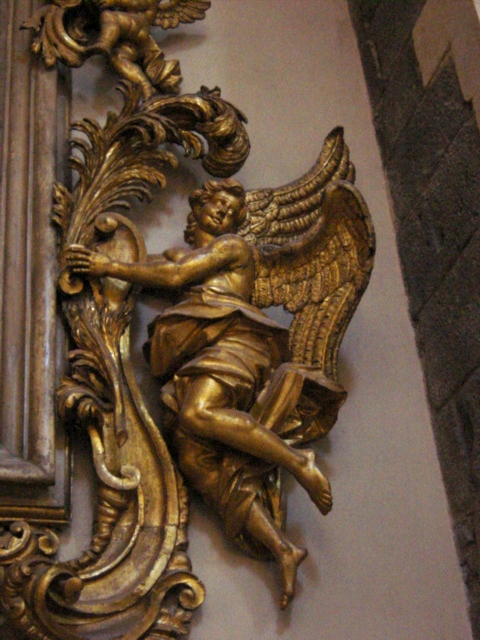
Decoració d'un àngel daurat barroc dins la catedral de Catània

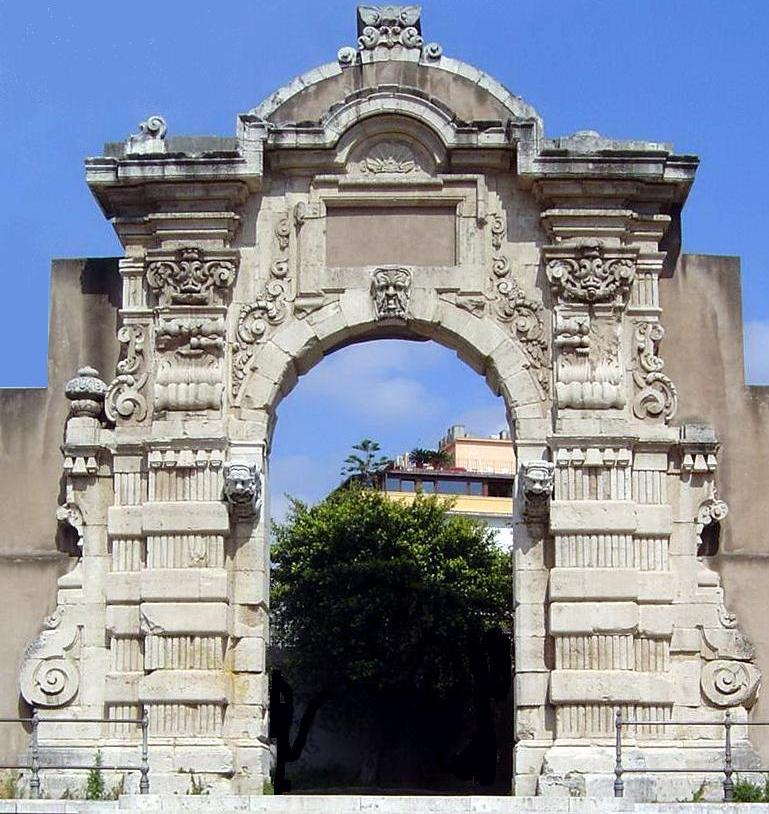
Porta Grazia, construïda l'any 1680 a Messina, amb clara influència arquitectònica espanyola

La Universitat de Catània, dissenyada per Vaccarini i acabada el 1752, exemplifica el típic barroc sicilià, amb putti sostenint els balcons, ferro forjat, balustrades, decoració rústica i maçoneria en dos tons. L'arquitectura barroca és un fenomen originat al segle xvii a Itàlia: és teatral i extravagant, i ricament ornamentada per escultures i un efecte conegut com a clarobscur: l'ús estratègic de llum i ombres sobre un edifici.
L'estil barroc a Sicília va estar molt enfocat en edificis construïts per esglésies i palazzi que eren residència privada de l'aristocràcia siciliana. Els primers exemples d'aquest estil mostraven individualitat, i eren típicament pastitxos d'edificis observats per visitants sicilians a Roma, Florència i Nàpols. Tanmateix, fins i tot en aquesta etapa primerenca, els arquitectes locals començaren a incorporar unes certes característiques vernacles de la vella arquitectura siciliana. A mitjan segle xviii, quan l'arquitectura barroca de Sicília era notòriament diferent de la continental, incloïa, si més no, dues o tres de les característiques següents, reunides en un disseny lliure que és difícil sintetitzar en paraules:
- Màscares grotesques i putti, sovint sostenint balcons, o decorant diverses bandes de l'entaulat d'un edifici. Aquestes màscares serioses o somrients són una relíquia de l'arquitectura siciliana anterior al segle xvii.
- Balcons, complementats gairebé sempre per balustrades de ferro forjat després de 1633, i per balustrades planes abans d'aquesta data.
- Escalinata externa: la majoria de les vil·les i palazzi van ser dissenyats per permetre l'entrada cerimonial de carruatges mitjançant una arcada a la façana principal, que donava accés al pati interior. Una intricada escala doble portava des del pati a la planta noble, i constituïa l'entrada principal a les habitacions de recepció al primer pis. El vol simètric dels graons girava cap a dins i cap a fora fins a quatre vegades. A causa de la topografia escarpada d'alguns llocs, calia acostar-se a les esglésies mitjançant diversos desnivells que, en general, es transformaven en llargues escales rectes de marbre, objectes decoratius en si mateixos a la manera de les escales de la Piazza Spagna, a Roma.
- Façanes corbes, còncaves o convexes. Ocasionalment, en una vil·la o palazzo, l'escala externa es trobava dins de l'espai creat pel revolt.
- El campanar sicilià, que no s'emplaçava sobre l'església en forma de torre, com era habitual a Itàlia, sinó a la mateixa façana, sovint bastit sobre el frontis, mostrava clarament una o més campanes dintre de les seves pròpies arcades, com a la Collegiata de Catània. En una gran església amb moltes campanes s'emprava normalment una arcada profusament esculpida i decorada al punt màxim de la façana principal. Aquests campanars són una de les característiques més marcades de l'arquitectura barroca siciliana.
- Interiors d'esglésies amb una profusió d'incrustacions de marbre de color sobre els terres i els murs. Aquesta forma particular de revestiment es va desenvolupar a Sicília des del segle xvii.
- Columnes que sovint són situades exemptes, i suporten arcs plans i mostren, en conseqüència, la influència de l'antiga i molt més bidimensional arquitectura normanda. Les columnes es troben molt rarament en grups tancats formant recorreguts.
- Decoració rústica: Sebastiano Serlio va decorar els blocs rústics de pedrera i cap a finals del segle xvi els arquitectes sicilians ornamentaven aquests blocs i hi gravaven fulles, peixos i fins i tot àngels i petxines marines. Aquestes últimes es convertirien més endavant en el motiu principal de decoració del disseny barroc. Algunes vegades la decoració es va usar en pilastres en lloc de murs, en oposició a allò que calia esperar, i quasi com una broma arquitectònica.
- La pedra volcànica local (lava), àmpliament disponible com material de construcció. Retallades en gris i negre es van fer servir per a obtenir efectes decoratius contrastants, que accentuen l'afecció barroca per les llums i les ombres.
- La influència arquitectònica del domini espanyol va ser més minsa que la dels normands. L'estil espanyol, versió més restrictiva de l'arquitectura del Renaixement francesa, és particularment evident a la Sicília oriental, on, a causa de les reiterades insurreccions, Espanya mantenia una forta presència militar. La monumental Porta Grazia a Messina, construïda el 1680, com a entrada a la ciutadella espanyola, no desentonaria en qualsevol de les ciutats colonials fundades pels espanyols.[3] L'estil d'aquesta porta, amb els seus ornaments emmotllats va ser àmpliament copiat a Catània, immediatament després del terratrèmol.

Cal recordar que totes aquestes característiques mai no es van donar plegades al mateix edifici. Algunes, com ara els frontons retallats sobre les finestres, l'abundant ús de l'escultura, i finestres i portes corbades, són emblemàtiques de l'arquitectura barroca, i es troben pertot arreu d'Europa.

## Primer barroc sicilià

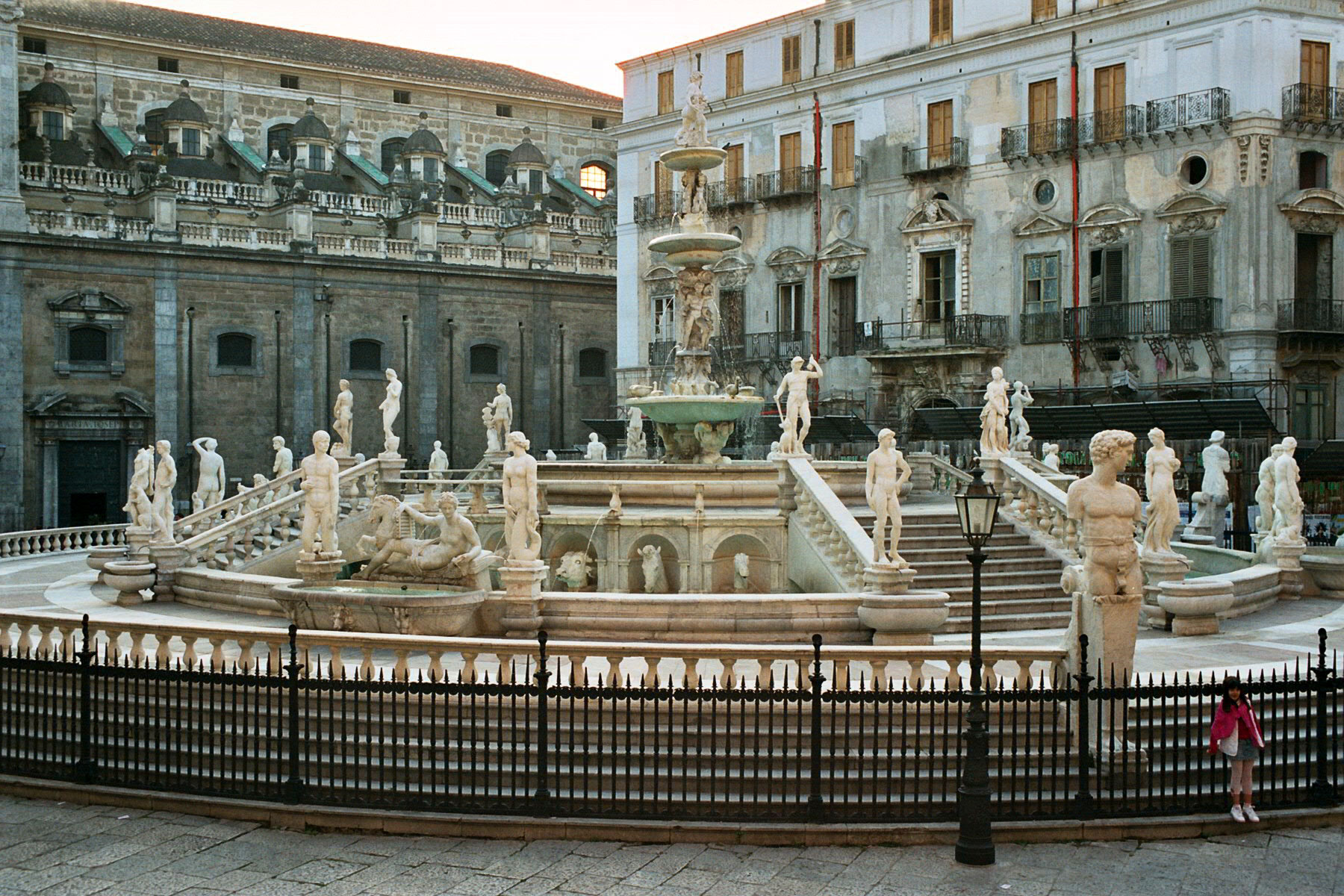
Font de la plaça Pretoria de l'any 1554, únic testimoni de l'alt Renaixement a Palerm

La volcànica Sicília, a la Mediterrània central, costes enfora de la península italiana, va ser colonitzada pels antics grecs, oprimida per l'antiga Roma, governada per l'Imperi Romà d'Orient (segle vi -viii), conquerida per l'islam (827), que va fundar-hi un emirat, després ducat de la dinastia normanda (1061-1091), un regne dels Hohenstaufen (1194), un domini de la casa d'Anjou, amb l'adveniment a Nàpols, de Carles I, del 1516 al 1713, l'illa va ser governada per un virrei d'Espanya, va passar després als Borbons espanyols el 1734, per ser finalment absorbida dins del Regne d'Itàlia el 1860. Així, els sicilians van estar exposats a una bona seqüència de cultures dispars, cosa que es reflecteix en l'extraordinària diversitat arquitectònica de l'illa.
Prop de 1530 va començar a desenvolupar-se una forma d'arquitectura clàssica decorada, pròpia de Sicília. Inspirada en les ruïnes de l'arquitectura grega, i en les catedrals normandes de l'illa, va incorporar freqüentment motius arquitectònics com la clau grega en dissenys normands tardans amb elements gòtics com l'arc ogival i l'obertura d'amples finestres.
L'arquitectura normanda a Sicília havia incorporat alguns elements romans d'Orient rarament utilitzats en altres llocs i, com la resta de l'arquitectura romànica, va tendir a incorporar progressivament característiques gòtiques.
Aquesta primerenca arquitectura decorada difereix de la construïda a l'Europa continental per no estar relacionada amb l'arquitectura renaixentista; va ser desenvolupada, tanmateix, a partir de l'estil normand. L'arquitectura renaixentista va tenir poca presència a Sicília; a Palerm, la capital, l'únic testimoni de l'alt Renaixement és la font de la plaça Pretoria, construïda l'any 1554 i portada de Florència vint anys després. La font, dissenyada per Francesco Camiliani, és dominada per l'església de Santa Caterina, amb la seva espectacular cúpula del barroc tardà.
Fos quina fos la raó de la indiferència siciliana per l'estil renaixentista, certament no va ser deguda a la ignorància. Antonello Gagini estava a mig camí de construir l'església de Santa Maria di Porto Salvo (1536) en estil renaixentista quan va morir; va ser succeït per l'arquitecte Antonio Scaglione, que va completar l'edifici en estil normand. La influència normanda en l'arquitectura sembla haver existit pel cap alt fins al terratrèmol de 1693. Fins i tot el manierisme va deixar l'illa de costat. Només en l'arquitectura de Messina podria trobar-se una influència renaixentista, en part per raons geogràfiques, ja que, com a porta insular des d'Itàlia, rebia de manera immediata els estils de moda al continent. Els senyors aristocràtics de la ciutat cridaven sovint arquitectes de Florència o de Roma, com el florentí Giovanni Angelo Montorsoli, que va introduir-hi els estils de la Toscana en l'arquitectura i l'escultura a mitjan segle xvi. Tanmateix, aquestes influències van romandre confinades a Messina i la regió circumdant.
Això no significa que Sicília hagi estat completament aïllada de les tendències de la resta d'Europa. L'arquitectura a les principals ciutats va estar fortament influïda per la família de l'escultor Domenico Gagini, que va arribar-hi des de Florència el 1463. Aquesta família d'escultors i pintors va decorar esglésies i edificis amb ornamentació i escultura figurativa. Menys d'un segle després que la seva família comencés a decorar les esglésies sicilianes, Antonio Gagini va completar el prosceni de la «capella della Madonna» al santuari de l'Anunciació a Trapani. Aquest arc d'accés al santuari té pilastres no amb ranures, sinó fortament decorades amb relleus representant els sants, i (més important en termes arquitectònics) el frontó està decorat amb sants recolzats que sostenen motius festius articulats amb l'escut central que corona la composició. Aquest frontó ornamentat, tot i que encara no retallat, va ser un dels primers signes que van fer palès que Sicília estava generant el seu propi estil d'arquitectura decorativa. D'estil similar és la Chiesa del Gesú, construïda entre 1564 i 1633, que avança també caràcters del barroc sicilià.

D'aquesta manera, a Sicília va evolucionar un model particular d'arquitectura barroca, molt abans del terratrèmol de 1693.

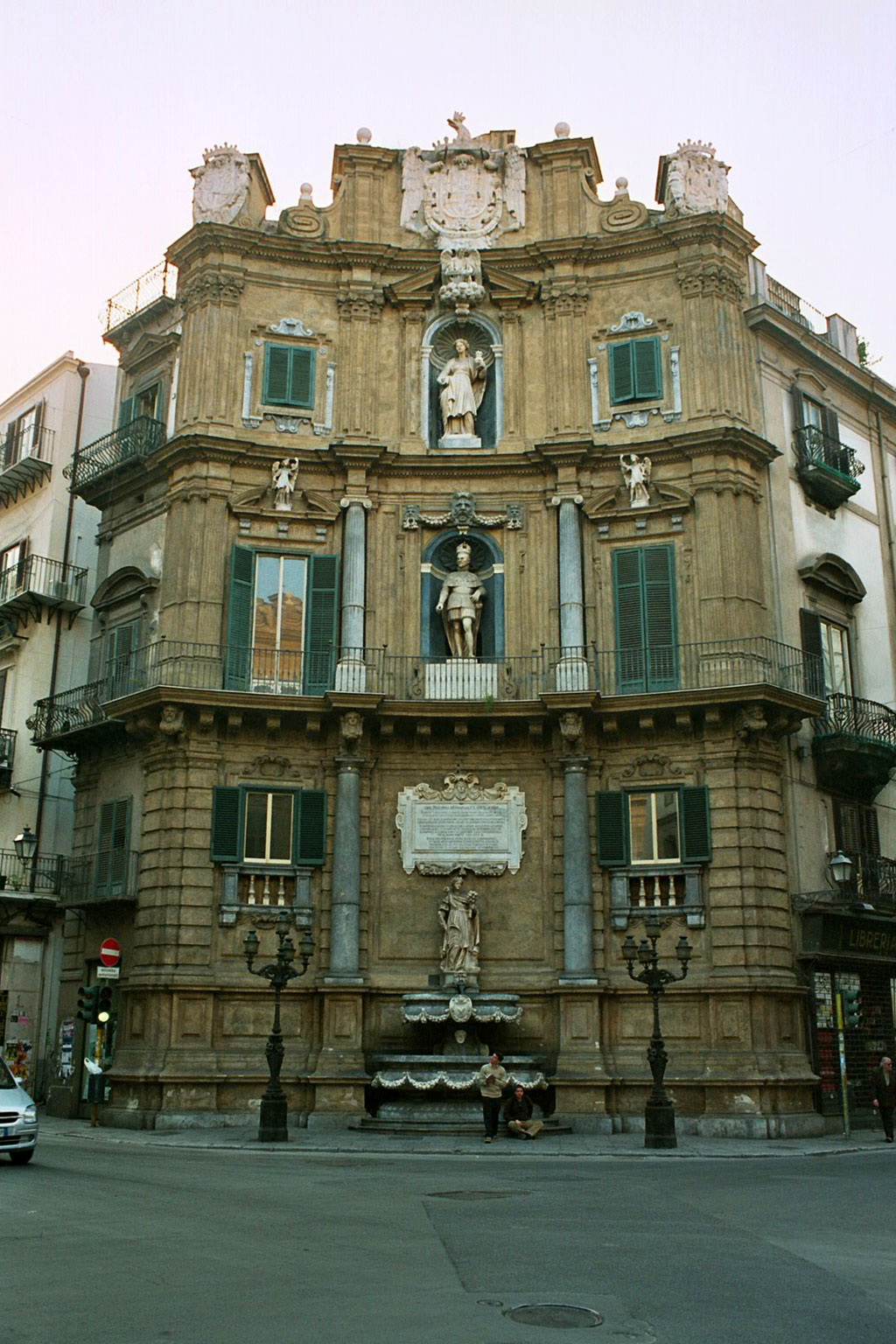
Plaça dels Quattro Canti a Palerm, dissenyada per Giulio Lasso cap a 1610

 Mentre que la majoria dels edificis que poden ser clarament classificats com barrocs daten de la ratlla de 1650, l'escassetat d'aquests exemples aïllats en l'arquitectura siciliana del segle xvii fa difícil avaluar clarament l'arquitectura immediatament anterior a aquest desastre natural. El terratrèmol va destruir no solament la majoria dels edificis, sinó també la major part de la documentació que n'hi havia. Encara més informació es perdria durant els següents terratrèmols i els bombardejos seriosos durant la Segona Guerra Mundial.
El primer exemple conegut d'arquitectura barroca a l'illa és una plaça octogonal, Quattro Canti, dissenyada per Giulio Lasso prop de 1610 a la cruïlla dels dos principals carrers de Palerm. Envoltant la intersecció, quatre edificis amb maçoneria de pedrera idèntica, en ressalten l'estil barroc mitjançant façanes corbes, realçats a més a més per quatre fonts a la manera de les Quattro Fontane del papa Sixt V a Roma. Superant el model, els temes barrocs continuen a Palerm amb estàtues descriptives de les quatre estacions, que adornen les façanes dels quatre edificis dintre dels seus nínxols, més els quatre reis de Sicília espanyols, i les quatre patrones de Palerm: santa Cristina, santa Nimfa, santa Olívia i santa Àgata.
Mentre que cada façana de Quattro Canti és agradable a la vista, en conjunt semblen desproporcionades respecte de la petita mida de la plaça, i (com molts altres exemples del barroc primerenc a Sicília) l'obra no està exempta d'un caràcter provincià i naïf, comparada amb desenvolupaments posteriors. Malgrat això, és evident i meritori que ja durant el segle xvii l'estil barroc a les mans dels arquitectes i escultors locals s'havia desviat de la moda preponderant a la Itàlia continental. Aquestes variacions locals del corrent principal del barroc no van ser privatives de Sicília, sinó que van succeir en llocs tan allunyats com Baviera i Rússia, on el barroc Naryshkin va ser tan excèntric com el seu cosí sicilià.

## Barroc sicilià a partir del 1693

### Terratrèmol i noblesa

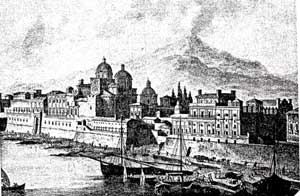
Catània amb el Palazzo Biscari iniciat al 1702, després del terratrèmol de 1693

El gran terratrèmol sicilià de 1693 va fer malbé greument 54 ciutats i 300 pobles. L'epicentre del sisme es va situar a la vall de Noto, on la ciutat homònima va quedar completament destruïda, i altres ciutats de la zona de Catània van resultar molt danyades. S'estima que en total van morir 100.000 persones. Altres ciutats que també van sofrir greus danys van ser Ragusa, Modica, Scicli i Ispica. La reconstrucció va començar en totes elles en forma quasi immediata.
La sumptuosa arquitectura que va sorgir d'aquest desastre es relaciona amb la política de Sicília en aquella època: l'illa es trobava oficialment sota dominació espanyola, però en la pràctica el domini l'exercia l'aristocràcia nadiua. Estava liderada per Giuseppe Lanza, duc de Camastra, a qui els espanyols havien designat virrei per congraciar-se amb l'aristocràcia, que era nombrosa. S'estima que hi havia més aristòcrates per metre quadrat que en qualsevol altre país: al segle xviii, un comentarista de l'època va sostenir que hi havia 228 famílies nobles: proveïen Sicília d'una classe dirigent constituïda per 58 prínceps, 27 ducs, 37 marquesos, 26 comtes, un vescomte i 79 barons. El Llibre d'or de la noblesa siciliana (publicat per última vegada el 1926) en recull molts més. A més a més, hi havia els hereus d'aquestes famílies, amb els seus títols nobiliaris de cortesia, o baronies.
No va ser l'arquitectura l'únic llegat dels normands. Les lleis sobre la pagesia (no hi existia una classe mitjana establerta) es trobaven sota un sistema feudal, inamovible des de la seva introducció amb la conquesta normanda el 1071. Així, l'aristocràcia siciliana posseïa no solament riquesa sinó també poder il·limitat, situació que a l'època ja havia minvat en altres llocs d'Europa.
L'aristocràcia compartia el seu poder únicament amb l'Església catòlica romana. L'Església dominava per por a la condemna eterna en l'altra vida i a la Inquisició en la present i, per tant, les classes altes com les baixes eren tan generoses com podien amb totes les grans festivitats religioses. Molts priors i bisbes eren membres de l'aristocràcia. La riquesa de l'Església a Sicília s'incrementà per la tradició de pressionar els fills més petits de les famílies aristocràtiques a ingressar en convents, amb el propòsit de preservar les terres familiars de successives divisions. Per facilitar-ne l'ingrés, era usual pagar un voluminós dot, en forma de propietats, joies o diners. Així la riquesa d'uns certs ordes religiosos va créixer desproporcionadament en relació amb la de qualsevol altre sector social de l'època. Aquesta va ser una de les raons per les quals tantes esglésies i monestirs del barroc sicilià, com San Martino delle Scale, van ser reconstruïts després de 1693 en forma sumptuosa.

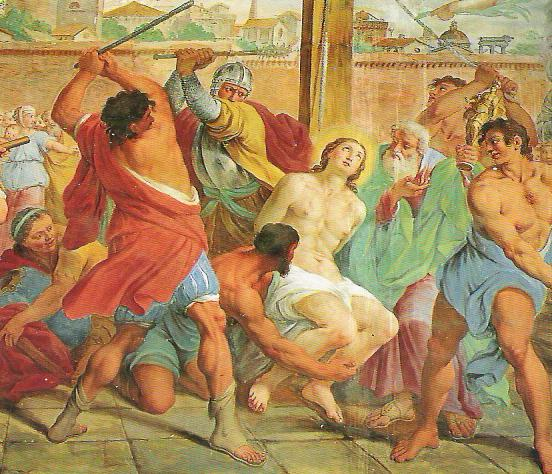
Martiri de sant Sebastià, a la basílica de San Sebastiano d'Acireale, pintat per Pietro Paolo Vasta l'any 1732

La basílica Collegiata de San Sebastiano d'Acireale, a la vora de Catània, iniciada l'any 1609, es va reconstruir des del 1700, després del terratrèmol del 1693; la façana va ser dissenyada per Angelo Bellofiore, la balustrada per Giovan Battista Marini i a l'interior se'n troben uns frescs pintats per Pietro Paolo Vasta el 1732.
Tan bon punt va començar la reconstrucció, els pobres van refer les seves llars de la mateixa primitiva manera que abans. Per contrast, els residents rics, tant seglars com religiosos, van caure en una mania orgiàstica d'edificació. La majoria dels membres de la noblesa tenien diverses residències a Sicília. Per algun motiu el virrei espanyol passava sis mesos de l'any a Palerm, i la resta a Catània, mantenint una cort en cada lloc, i obligant els membres de l'aristocràcia a tenir un palazzo en cada ciutat. Tan bon punt els palazzi a la devastada Catània van ser reconstruïts a la nova moda, els de Palerm semblaven antiquats en comparació, de manera que també van haver de ser reconstruïts.
Seguint aquest criteri, a mitjan segle xviii, es van construir vil·les per al retir tardorenc al lloc de moda que era Bagheria, com un símbol d'estatus. Aquest patró de comportament es va repetir, en més petita escala, en la resta de les ciutats de Sicília, que oferien entreteniment social i una magnètica atracció pels aristòcrates de l'interior, aïllats a les seves propietats rurals. El medi rural tampoc no va escapar a la mania constructivista. Les barroques i noves façanes es van adossar a vells castells o les vil·les de camp, també se'n reconstruïren completament algunes. Així, la histèria col·lectiva materialitzada en la creixent fantasia arquitectònica barroca demanada per tants patrons hedonistes, va assolir el seu zenit a mitjan segle xviii.

### Noves ciutats
Immediatament després del sisme va engegar un pla de reconstrucció, però no sense prendre prèviament algunes decisions que diferenciarien de manera permanent moltes ciutats sicilianes d'altres desenvolupaments urbans europeus. El virrei (duc de Camastra), conscient de les noves tendències en planejament urbà, va decretar que la reconstrucció hauria de preveure places i amples avingudes, sobre una trama urbana racionalitzada, en lloc de continuar utilitzant el sistema medieval i estrets carrers. Tota la distribució urbana va prendre formes quadrades o hexagonals, típiques del planejament urbà barroc.

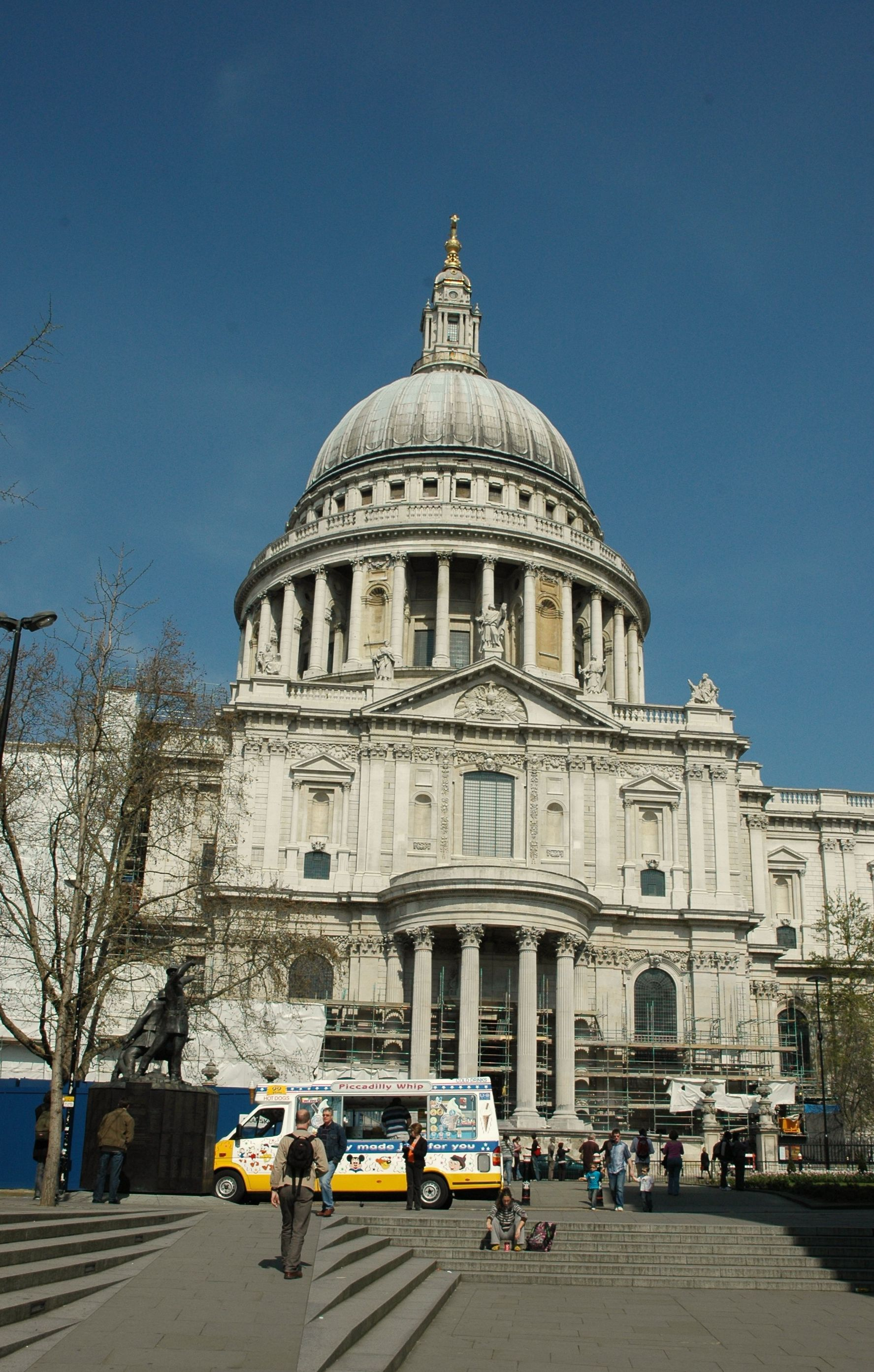
Catedral de Saint Paul a Londres, construïda per Christopher Wern entre els anys 1676-1710, arran de l'incendi de Londres de l'any 1666

Aquest concepte encara era nou a la dècada de 1690, i no abundaven els casos de reconstruccions urbanes a Europa. El prototip va ser-ne, segurament, la nova ciutat de Terra del Sole, construïda el 1564. Una altra de les primeres ciutats a ser dissenyada fent servir ordre i simetria en lloc d'una evolució espontània de petits carrers i carrerons va ser Alessandria, al sud del Piemont. Poc després, el 1711, aquesta forma barroca de planificar va tenir impuls en les colònies d'Amèrica Llatina, especialment pels portuguesos al Brasil.
En altres bandes d'Europa, els interessos i opinions locals van tendir també a permetre una urbanització radical després d'algun desastre natural. El 1666, la ciutat de Londres va ser gairebé completament destruïda per un incendi. La ciutat vella va ser reconstruïda sobre el seu disseny original, però els eixamples cap a l'oest van tenir parcialment una base en escaquer. L'opinió pública a Sicília no comptava, i aquests conceptes revolucionaris de planificació urbana van poder ser executats lliurement.
L'adopció d'aquests criteris no es va prendre en l'illa solament per moda o aparença, sinó perquè el sistema podia minimitzar els danys a les propietats i vides davant l'eventualitat de nous terratrèmols. El 1693, la construcció amuntegada i els carrers angosts van causar que molts edificis col·lapsessin plegats, com si fos un dòmino. Justament a les àrees d'edificació més densa vivien els pobres. Des del punt de vista estètic i arquitectònic, el gran avantatge del nou ordre urbà va ser que, a diferència de moltes ciutats italianes, on sovint es troba una monumental església renaixentista envoltada d'un veïnat incongruent, el disseny barroc permet de copsar l'arquitectura en un context més ordenat i adequat a les seves proporcions i perspectives.
Aquest avantatge és molt notable en la gran reconstrucció de ciutats com Caltagirone, Militello, Modica, Noto, Ragusa o Scicli.

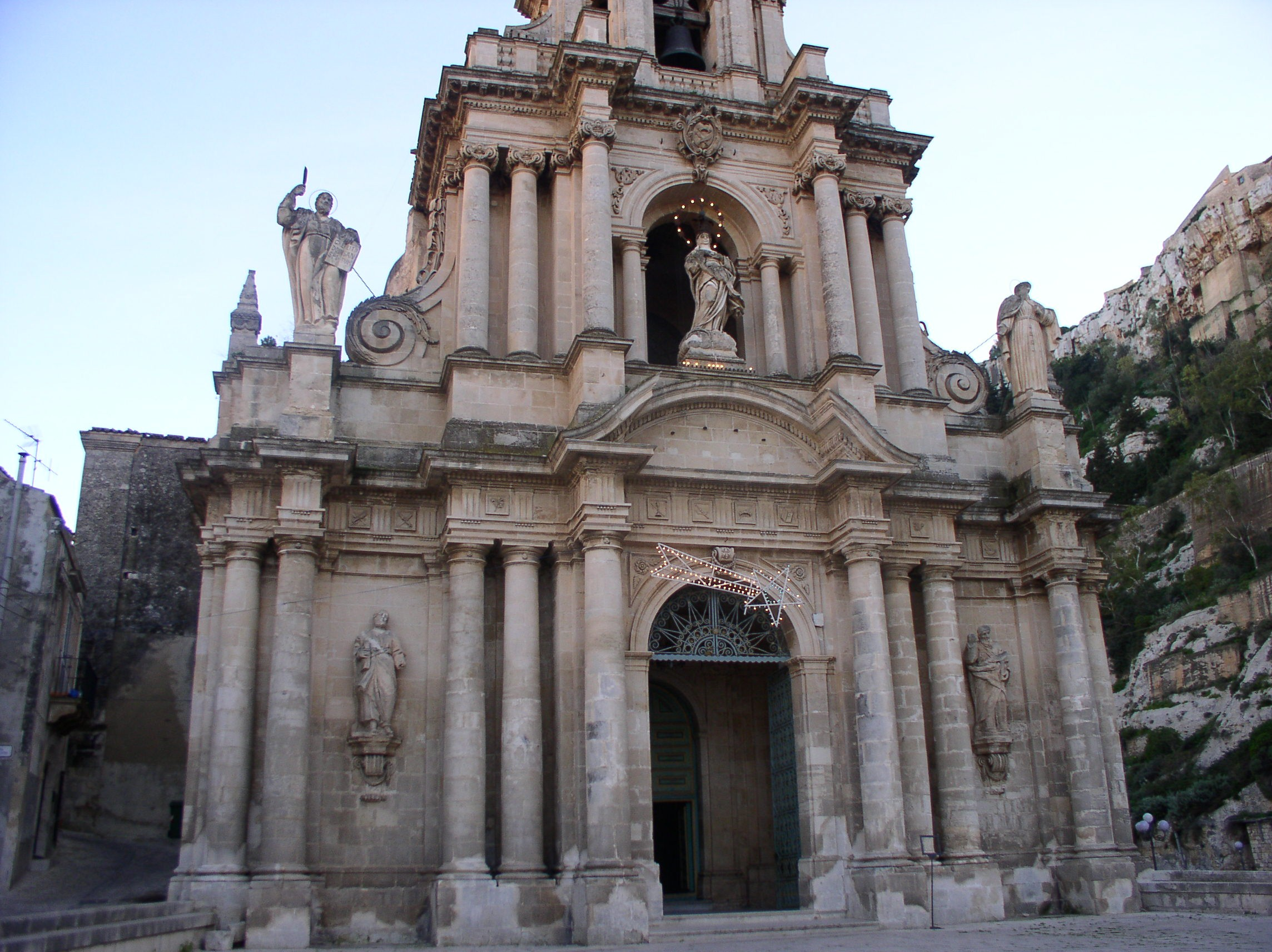
Església de Sant Bartomeu a Scicli

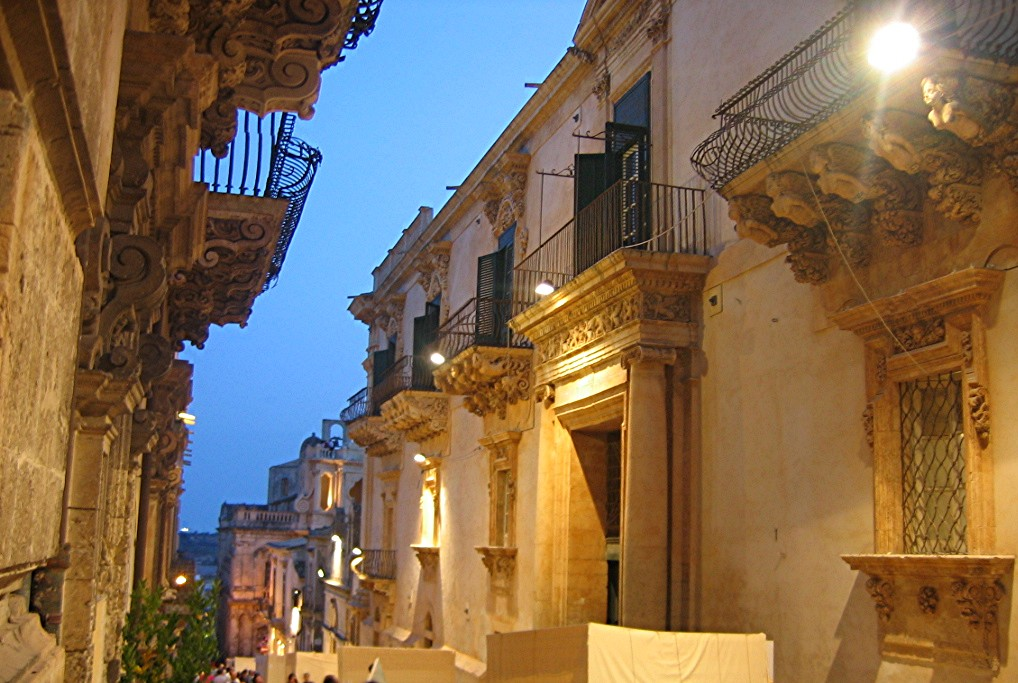
Via Nicolaci al centre de Noto

Un dels més bells exemples d'aquesta planificació pot veure's a Noto, ciutat reconstruïda aproximadament a deu quilòmetres de l'emplaçament original sobre la muntanya Alveria. Les velles ruïnes, conegudes actualment com a «Noto Antica», poden veure's encara en l'estat en què van quedar després del sisme. El nou lloc va ser escollit per la topografia menys accidentada, a efectes de facilitar el traçament de la trama urbana. Els principals carrers corren d'est a oest, beneficiant-se amb millor llum i radiació solar. Aquest exemple de planificació urbana s'atribueix a un aristòcrata local, Giovanni Battista Landolina, ajudat per tres arquitectes del lloc.
En aquestes noves ciutats, l'aristocràcia va ocupar els llocs més alts, on l'aire era més fresc i les vistes millors. L'església se situava al centre de la ciutat, per conveniència de tots i per reflectir la posició social central de la religió. Prop de la catedral i el palau episcopal es van construir els convents. Els mercaders i comerciants van escollir els seus terrenys sobre els amples carrers que conduïen a les places.
Finalment, es va permetre als pobres edificar les seves senzilles cases de maçoneria de maó a les zones que ningú més volia. Advocats, metges, i membres de les escasses professions incloent-hi els artesans, és a dir, tots aquells que podien classificar-se en un punt mitjà entre la classe alta i la plebs, capaços de fer-se el seu propi terreny, es van instal·lar per regla general a la perifèria de les àrees comercials o residencials de la classe alta, però també era comú que visquessin en cases una mica millors a les àrees pobres. Tanmateix, molts dels hàbils artistes que treballaven en la reconstrucció vivien en sectors específics de les àmplies residències dels seus patrons. En aquest aspecte, la planificació urbana barroca va reflectir l'esquema vigent d'autoritat política, i després el seu estil i filosofia es van difondre fins a llocs tan llunyans com Annapolis, a l'estat de Maryland, i Savannah a Geòrgia, a l'Amèrica colonial anglesa, o potser més notablement al nou disseny de París emprès pel baró Haussmann al segle xix. L'escenari estava llest per a l'explosiva difusió de l'arquitectura barroca, que va predominar a Sicília fins a començaments del segle xix.
Després, moltes altres ciutats sicilianes que van patir danys menors o no van ser afectades pel sisme, com Palerm, van ser igualment transformades per l'estil barroc, superant la moda i la recerca d'opulència a la mera necessitat de reconstrucció.

### Noves esglésies ipalazzi
Sobre les formes pròpies del barroc sicilià posteriors a 1693 s'ha dit:
| « | Els edificis concebuts a l'inici d'aquest desastre expressaven una llibertat emotiva en la decoració, la incongruent alegria de la qual pretenia potser, mitigar l'horror. | » |

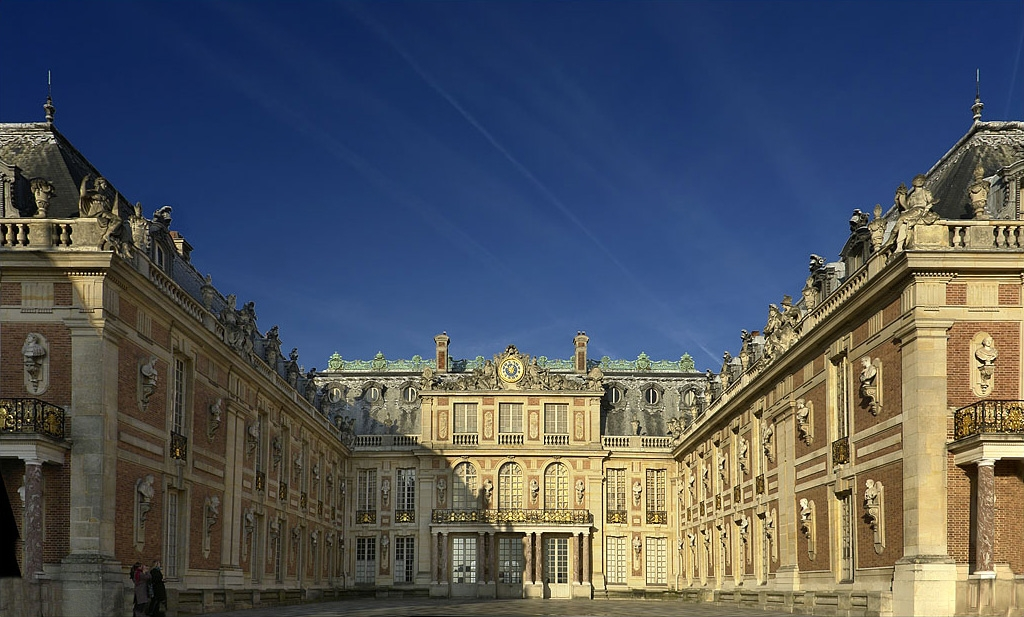
Palau de Versalles imitat a Sicília als nous palazzi, d'estil barroc sicilià posteriors al 1693

Encara que aquesta és una encertada descripció d'un estil que sembla representar en pedra la «joia de viure», és poc probable que sigui la raó de l'elecció estètica. Com en tots els estils arquitectònics, existeix una connexió directa amb les modes del moment. El palau de Versalles havia estat acabat en estil barroc el 1688, i el nou palau de Lluís XIV va ser immediatament plagiat al llarg d'Europa per qualsevol sobirà o aristòcrata amb ànsies de riquesa, bon gust o poder. Aleshores aquesta va ser l'òbvia elecció dels «rics sense llar» de Sicília, dels quals hi havia a centenars. Els excessos de l'estil barroc aplicat als palazzi i vil·les rurals sicilianes, tanmateix, deixarien molt aviat Versalles com un model de simplicitat.
A començaments del segle del segle xviii, els arquitectes sicilians van ser emprats per crear els nous palazzi i esglésies. Aquests arquitectes, sovint locals, van ser capaços de dissenyar un estil més sofisticat que els del segle xvii. Molts se'n van formar a la Itàlia continental, i van tornar amb una millor comprensió de la llengua barroca. La seva obra va inspirar altres dissenyadors que no s'havien mogut de l'illa. A més a més, van ser ajudats pels llibres de gravats de Domenico de Rossi, que per primera vegada va reemplaçar descripcions literàries per dibuixos, donant les mides i proporcions precises de les principals façanes renaixentistes i barroques de Roma. Així, el Renaixement va entrar a Sicília indirectament.
En aquesta etapa de desenvolupament, el barroc sicilià no mostrava la llibertat estilística que finalment va assolir. Giovanni Battista Vaccarini va ser el principal arquitecte en aquest període. Havia arribat a l'illa el 1730 portant una fusió de les idees de Bernini i Francesco Borromini, i va introduir un moviment unificat i un joc de corbes que haguessin estat inacceptables a la mateixa Roma. Tanmateix, els seus treballs són considerats de més petita qualitat que els que després vindrien. Obres notables d'aquesta època són les ales del Palazzo Biscari i l'església de Santa Àgata, ambdues a Catània. En aquests edificis Vaccarini va copiar molt clarament els capitells que va mostrar Guarino Guarini en la seva Architettura Civile. Aquesta freqüent còpia de dissenys establerts és el que va produir que l'arquitectura del període, encara que opulenta, fos disciplinada i controlada. L'estil de Vaccarini dominaria Catània durant les dècades següents.

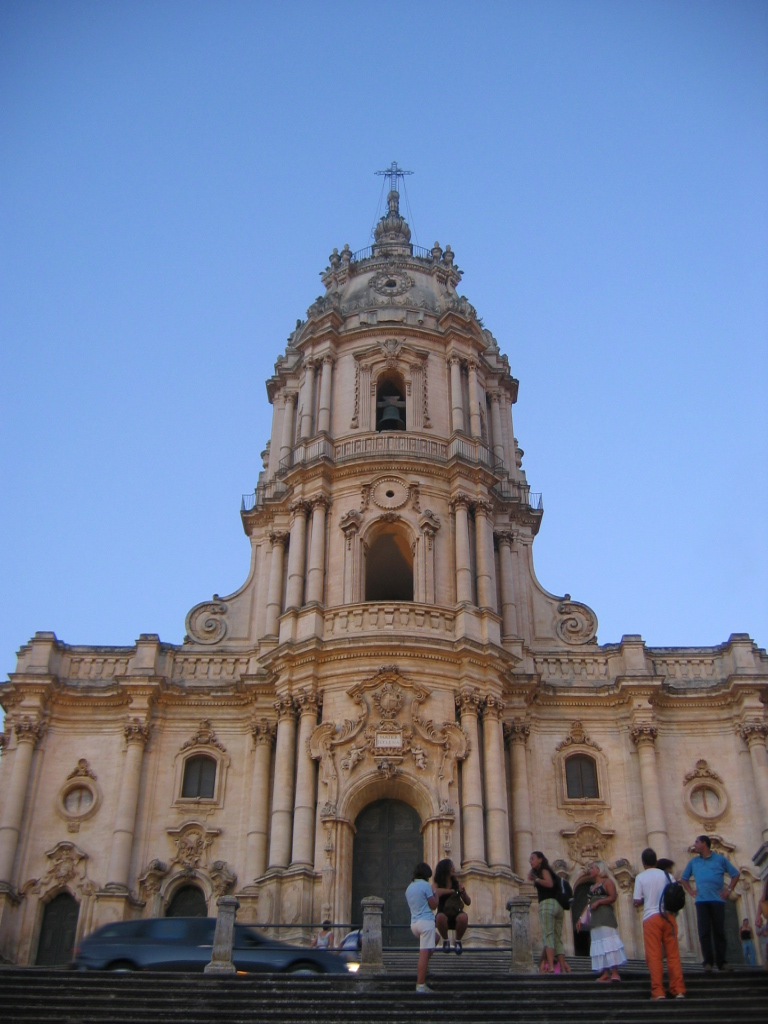
Catedral de San Giorgio a Modica acabada per Rosario Gagliardi al 1760

Un altre obstacle perquè els arquitectes sicilians poguessin aconseguir tot el seu potencial va ser que en la majoria dels casos havien només de reconstruir edificis fets malbé, i les seves idees havien de coincidir amb l'edificació existent. La catedral de San Giorgio a Modica n'és un exemple. Va resultar molt danyada pel terratrèmol de 1613, reconstruïda en estil barroc el 1643, encara que mantenint les formes medievals, i després feta malbé novament el 1693. La reconstrucció va començar-se'n una altra vegada el 1702, per part d'un arquitecte desconegut. Finalment Rosario Gagliardi va supervisar l'acabament de la façana el 1760, però el compromís que va haver de fer respectant l'estructura existent és obvi. Encara que Gagliardi va usar les mateixes fórmules que va aplicar reeixidament a l'església de San Jorge a Ragusa, aquí, a Modica, l'edifici sembla més pesant, i perd el toc d'esclat i llibertat de disseny.
Va haver-n'hi a més a més en aquesta època altres influències a considerar. Entre 1718 i 1734 Sicília va ser governada personalment des de Viena per Carles VI del Sacre Imperi Romanogermànic, i com a resultat es van teixir forts llaços amb l'arquitectura austríaca. Diversos edificis a l'illa són imitacions descarades de les obres de Fischer von Erlach. Un monjo i arquitecte sicilià, Tomasso Napoli, va visitar Viena dues vegades en els primers anys del segle, i en tornà amb una col·lecció de dibuixos i gravats. Va ser després el dissenyador de dues vil·les de camp del període barroc primerenc, notables pels murs còncaus i convexos i el disseny complex de les escales externes. Una d'elles, la Vil·la Palagonia, començada el 1705, és la més complexa i enginyosa de totes les construïdes a Sicília durant el barroc: la doble escala d'ales rectes, amb freqüents canvis de direcció, seria el prototip d'una característica distintiva del barroc sicilià.
Més tard, una nova ona d'arquitectes, que dominaven el sentiment barroc, van adoptar l'estil rococó per als interiors, tendència que arreu va començar a guanyar preponderància sobre el barroc, i va acréixer-ne l'extravagància i dinàmica dels dissenys. Aquests caràcters són els que simbolitzen el concepte de barroc sicilià en l'actualitat.

## Alt barroc sicilià

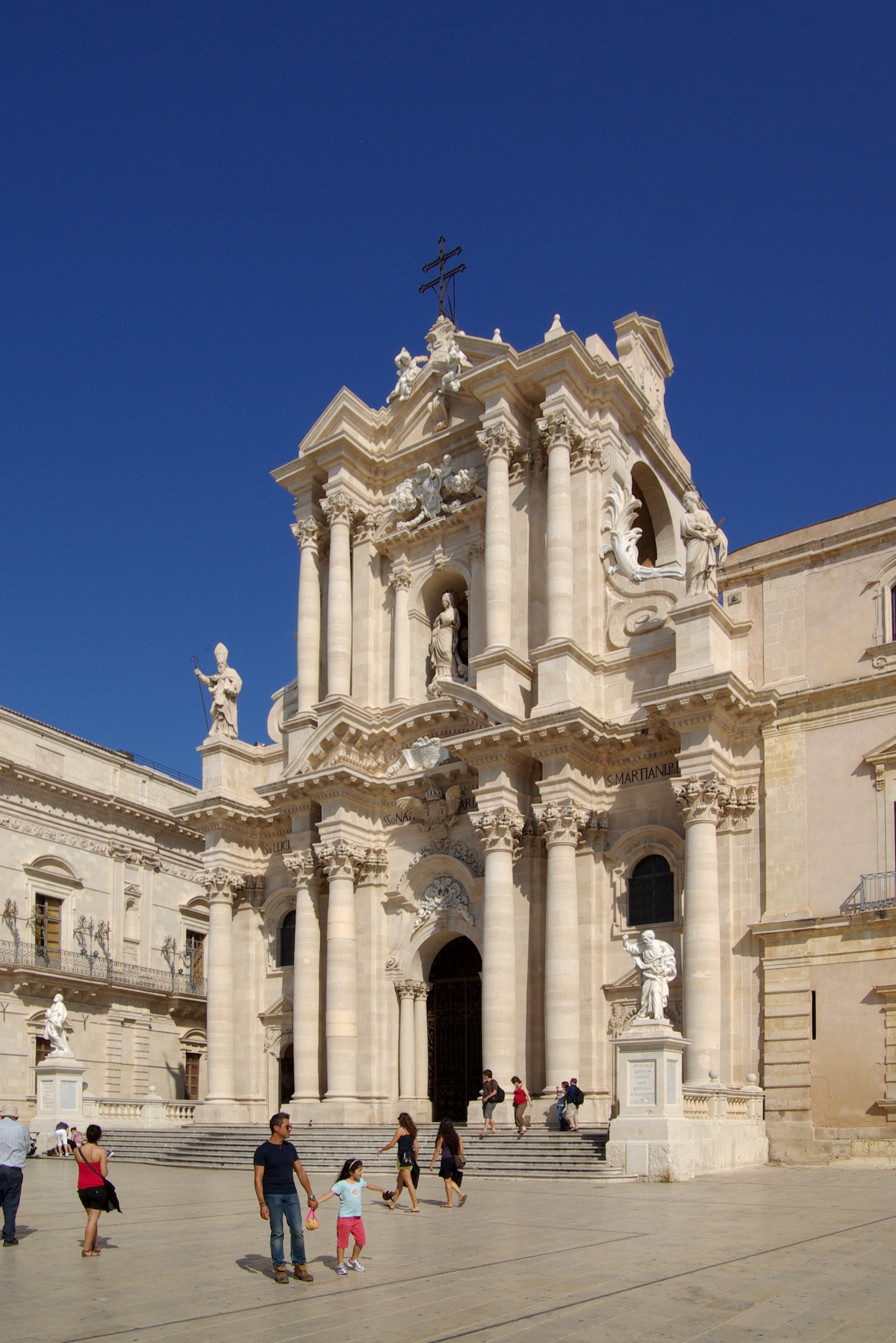
Catedral de Siracusa, façana de la catedral iniciada el 1728 per Andrea Palma.

Prop de 1730, l'estil barroc va començar gradualment a allunyar-se del definit estil de moda a Roma, i va obtenir un individualisme més fort, per dues raons:
- la reconstrucció a poc a poc va prendre un ritme més tranquil,
- el protagonisme va ser assumit per una nova generació d'arquitectes nadius. Els nous arquitectes havien observat la reconstrucció barroca, i estudiat els cada vegada més difosos gravats, llibres i tractats d'arquitectura importats del continent. Tanmateix, no eren com els seus predecessors, estudiosos de l'estil de Roma, i en conseqüència, van ser capaços de formular estils propis fortament individualistes. Entre els representants d'aquest corrent, pot esmentar-se Andrea Palma, Rosario Gagliardi i Tomasso Napoli. Mentre prenien en compte el barroc de Nàpols i Roma, adaptaven els seus dissenys a les necessitats i tradicions locals. L'ús que van fer dels recursos i l'aprofitament de la implantació va ser sovint molt creatiu. Napoli, i després Vaccarini van promoure l'ús de l'escala exterior, portant-la a una nova dimensió: les esglésies al cim d'un turó van ser realçades per fantàstics trams d'escales, evocant el mentor de Vaccarini, Francesco De Sanctis en el seu disseny de l'escalinata de la Piazza Spagna a Roma.[22]

Les façanes de les esglésies semblaven moltes vegades teatres en lloc d'edificis de culte, a mesura que els dissenyadors creixien en confiança, capacitat i estatura. Els interiors, que fins a aquesta data havien estat una mica prosaics, van començar a ser decorats, especialment a Palerm, mitjançant una profusió de marbres incrustats, amb una àmplia varietat de colors. El professor Antonhy Blunt descriu aquesta decoració com:
| «                                       | «…entre fascinadora i repulsiva, però obliga l'espectador individual a reaccionar davant seu. Aquest estil és una manifestació característica de l'exuberància siciliana, i ha de ser classificat entre les creacions més importants i originals de l'art barroc a l'illa.» | » |
| — Antonhy Blunt (1968)Sicilian Baroque. | |   |

Aquesta és la clau del barroc sicilià: s'adeia idealment amb la seva idiosincràsia, i per aquesta raó va evolucionar tan dramàticament a l'illa. En cap lloc és més evident el desenvolupament del nou estil barroc que a Ragusa i a Catània.

### Ragusa

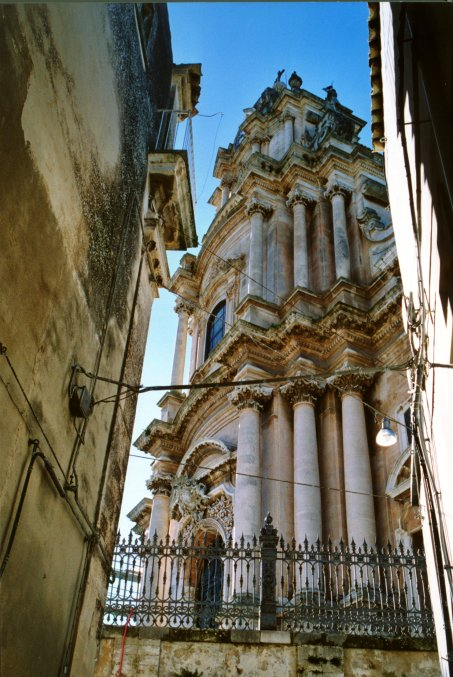
Església de Sant Jordi, a Ragusa Ibla, per Rosario Gagliardi

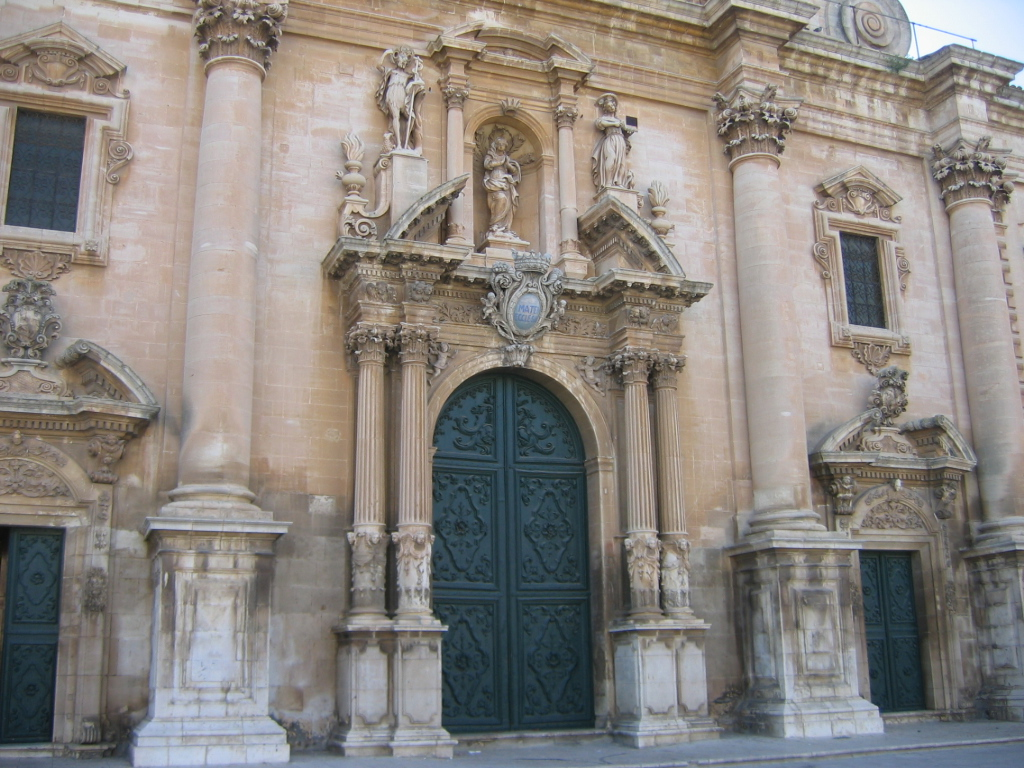
Façana de la catedral de Sant Joan Baptista de Ragusa Superiore

Ragusa va ser danyada molt seriosament el 1693. La ciutat presenta dos sectors, dividits per un profund barranc anomenat «Vall dei Ponti»: la ciutat vella de Ragusa Ibla, i la més elevada Ragusa Superiore.
Ragusa Ibla, la ciutat baixa, mostra un impressionant conjunt d'arquitectura barroca, que inclou l'església de Sant Jordi, per Rosario Gagliardi, dissenyada el 1738. En el disseny d'aquesta església, Gagliardi va aprofitar el difícil terreny accidentat: s'alça en forma impressionant sobre una gran escalinata de marbre d'aproximadament 250 graons. Les torres semblen explotar des de la façana, sensació accentuada per les columnes i pilastres de pedra contra els murs corbs.
Sobre els portals i obertures de les finestres, els frontons es desplacen i es corben amb una sensació de moviment i llibertat que hagués estat impensable en aquells primers arquitectes inspirats per Bernini i Borromini. La cúpula neoclàssica no va ser agregada fins a 1820.
En un carreró que connecta Ragusa Ibla amb Ragusa Superiore es troba l'església de Santa Maria delle Scale. Aquesta església és interessant, perquè havent estat molt danyada pel terratrèmol, solament la meitat va ser reconstruïda en estil barroc, i l'altra part es va mantenir en l'estil normand original, amb característiques gòtiques, demostrant en un sol exemple l'evolució del barroc sicilià.
El Palazzo Zacco és un dels edificis barrocs més notables de la ciutat, les columnes corínties suporten balcons amb impressionants forges, escultures grotesques que diverteixen els vianants. El palazzo va ser construït a la segona meitat del segle xviii pel Baron Melfi di Sant'Antonio. Després va ser adquirit per la família Zacco. L'edifici té dues façanes al carrer, cada una amb sis balcons decorats amb l'escut d'armes de la família Melfi, un ram de fulles d'acant, sobre les quals descansa un putto. Els balcons, característics del palazzo, són notables per les diferents mènsules que els suporten, que varien entre putti, músics i figures grotesques. El punt focal de la façana principal són els tres balcons centrals, dividits amb columnes de capitells corintis. Aquí els balcons són suportats per imatges de músics amb cares grotesques.
La catedral de Sant Joan Baptista a Ragusa Superiore va ser construïda entre 1718 i 1778. La façana principal, del més pur estil barroc, conté belles escultures. Té un alt campanar sicilià del mateix estil. L'interior es divideix mitjançant columnates en tres naus. Ragusa Superiore, la part més danyada de la ciutat, va ser reconstruïda després de 1683 prop de la catedral, i mostra un fenomen inusual en el barroc sicilià: els palazzi són de solament dos nivells i molt llargs, amb l'entrada principal només emfasitzada per un balcó i una arcada que condueix el jardí interior. Aquesta característica, d'origen portuguès, es va utilitzar probablement per minimitzar els danys per eventuals sismes futurs, i difereix notablement dels edificis similars a Ragusa Ibla, dissenyats en veritable estil sicilià.
El barroc va persistir aquí d'una manera inusual fins ja iniciat el segle xix. L'últim palazzo construït ho va ser en estil barroc, però amb columnes romanes dòriques i balcons neoclàssics.

### Catània

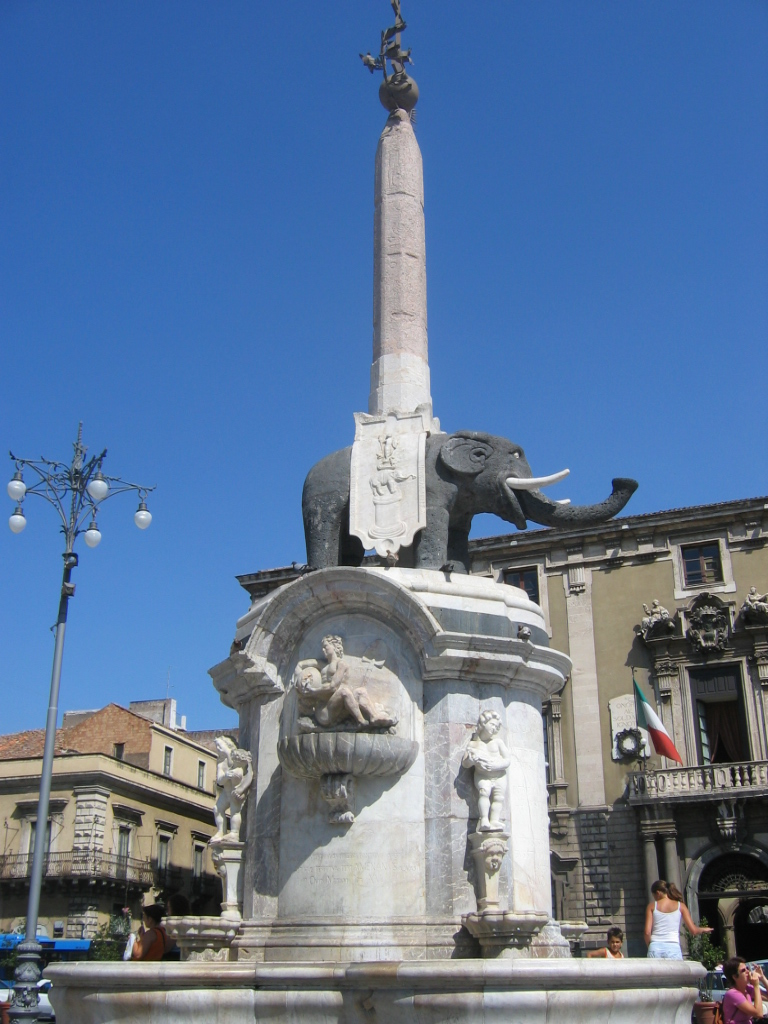
Obelisc amb elefant heràldic a Catània, de Vaccarini

La segona ciutat de Sicília, Catània, va ser la més feta malbé de totes el 1693, ja que únicament van resistir el terratrèmol el castell Ursino i tres absis de la catedral. Per aquest motiu el nou disseny i la reconstrucció en van ser completes. El nou traçat va dividir la ciutat en quatre districtes separats per dues avingudes que s'encreuaven a la Piazza del Duomo. La reconstrucció va ser supervisada pel bisbe de Catània i l'únic arquitecte supervivent de la ciutat, Alonzo di Benedetto, que va dirigir un equip de joves arquitectes cridats des de Messina, que ràpidament van començar la tasca, concentrant-se al començament en la plaça de la Catedral. En aquest sector es troben tres palazzi: el Palazzo del Bisbe, el Seminari, i un altre més. Els arquitectes van treballar en completa harmonia, i és impossible distingir entre l'obra de Benedetto i la dels seus joves col·legues. El treball va ser adequat però no extraordinari, amb pedres de maçoneria decorada a l'estil sicilià del segle xvii, encara que sovint la decoració del primer pis és superficial. Això és típic del barroc de l'època, immediatament després del sisme.

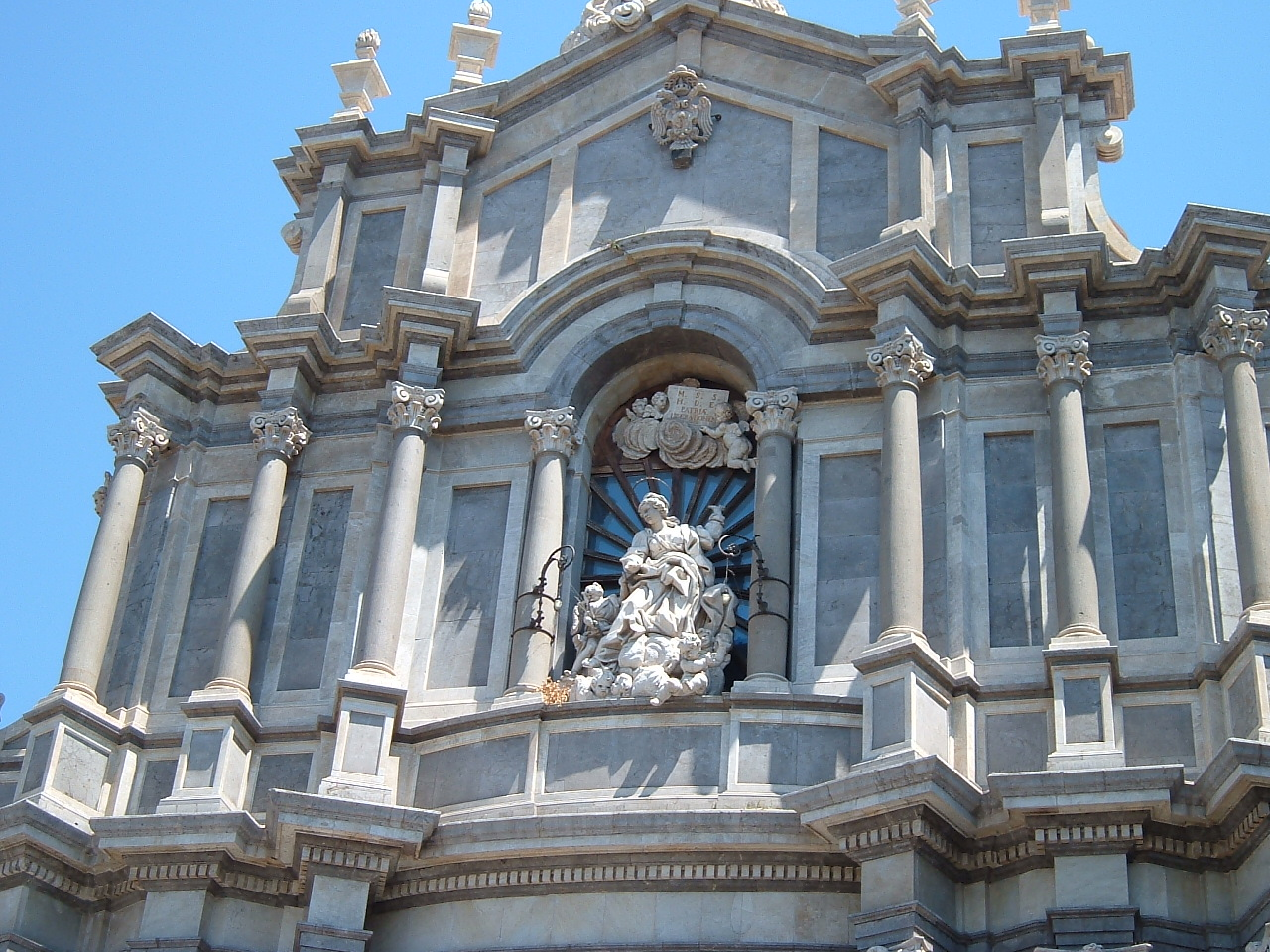
Façana de la catedral de Catània, dedicada a santa Àgata, dissenyada per Giovanni Battista Vaccarini, amb forta influència del barroc espanyol

El 1730, Vaccarini va arribar a Catània com a arquitecte contractat per la ciutat, i immediatament va imprimir a l'arquitectura l'estil barroc romà. Les pilastres van perdre la decoració rústica, i van suportar cornises i entaulaments del tipus romà, o frontons corbs, i columnes exemptes sostenint balcons. Vaccarini va aprofitar així mateix la lava negra local, més com un element decoratiu que com material de construcció en general, utilitzant-la en forma alternada amb altres materials, i espectacularment en un obelisc sobre l'elefant heràldic de Catània en una font a l'estil Bernini enfront de la nova municipalitat.
La principal façana de la catedral, dedicada a santa Àgata i també dissenyada per Vaccarini, mostra fortes influències d'Espanya també en aquesta etapa avançada del barroc sicilià. També es troba a la ciutat l'església de la Collegiata, construïda prop de 1768 per Stefano Ittar, que mostra al barroc sicilià en la seva expressió estilística més simplificada.

## Interiors

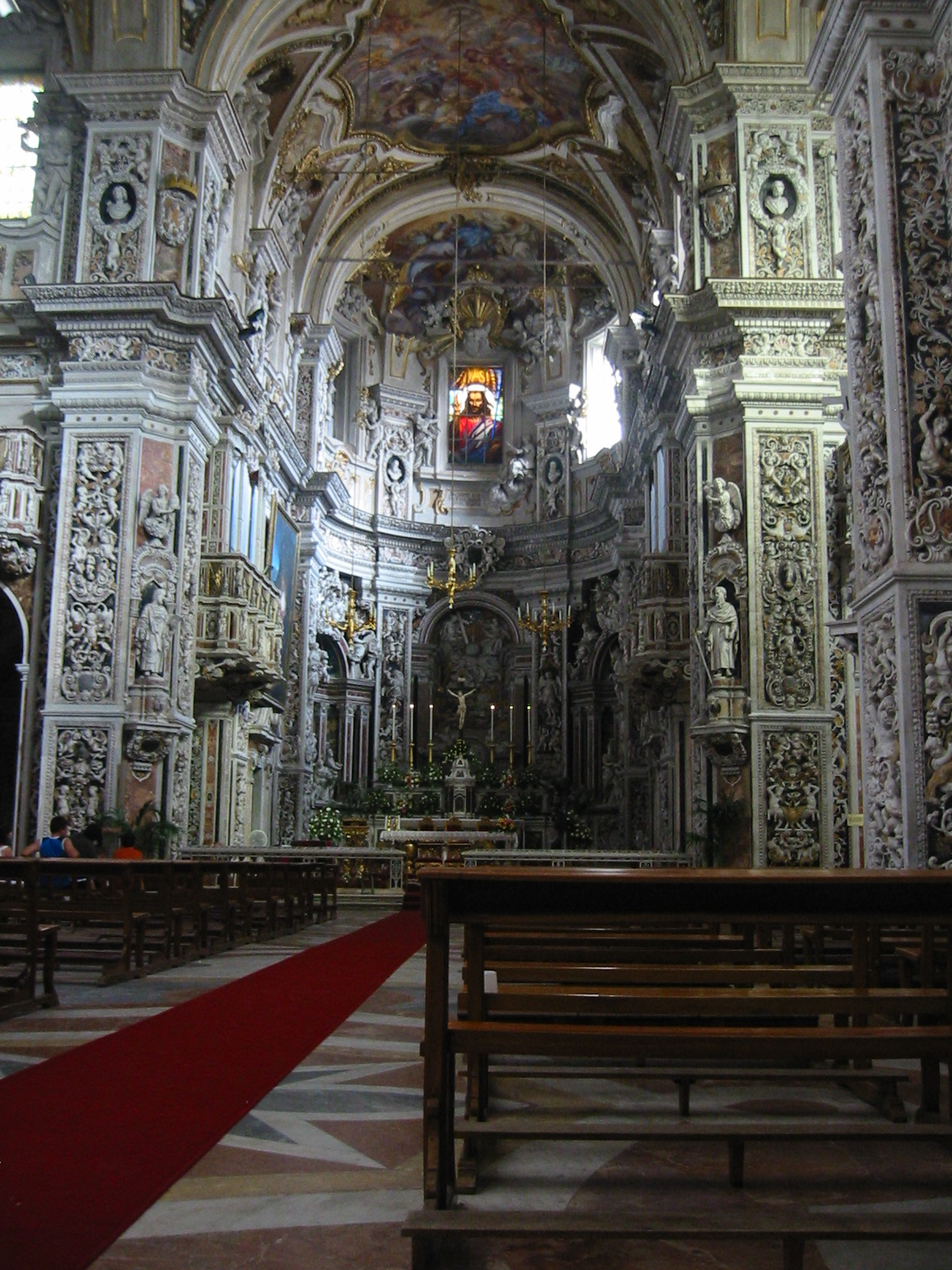
«La chiesa del Gesù», Palerm (1564-1633), amb marbre policromat al terra i als murs

Els interiors de les esglésies sicilianes van ser decorats en estils elaborats des del primer quart del segle xvii, amb profusió d'escultures, estucs, frescs i marbres. Quan cap a finals de la dècada de 1720 es va completar la reconstrucció d'esglésies, els interiors van començar també a reflectir la decoració exterior. Es van fer menys intensos i més lluminosos, amb ornamentació esculpida en pilars, cornises i frontons, sovint en forma de putti, flora o fauna. Una de les característiques de l'estil van ser els marbres acolorits i incrustats en murs i terres, formant dissenys complexos.
Aquests dissenys amb els aplics de pòrfir deriven sovint d'exemples que es troben a les catedrals romàniques d'Europa, el que demostra novament els orígens normands de l'arquitectura siciliana.
L'altar major és usualment l'element principal. En general, és un bloc simple de marbre acolorit, amb detalls daurats i incrustacions d'altres pedres com ara lapislàtzuli i àgata. Els graons que porten l'altar es corben en forma còncava o convexa i en molts casos estan adornats amb incrustacions de marbre. Un dels més bells exemples n'és l'església de Santa Zita a Palerm.
La construcció de les esglésies sicilianes va ser finançada no per ordes religiosos sinó per les famílies aristocràtiques. Contràriament a la creença popular, la majoria dels nobles sicilians no escollien guardar les seves restes mortals a les catacumbes dels caputxins de Palerm, sinó que preferien una tomba més convencional en criptes sota les esglésies familiars. Es deia, però no sense sarcasme, que «el funeral d'un aristòcrata sicilià és un dels principals moments de la seva vida». Els funerals van arribar a ser tremendes exhibicions de riquesa. Una conseqüència d'aquesta ostentació és que les làpides constitueixen actualment un ajustat baròmetre del desenvolupament del barroc i de les tècniques d'inclusió del marbre d'un període determinat.
Per exemple, els de la primera meitat del segle xvii són de simple marbre blanc decorat amb un baix relleu amb l'escut d'armes, nom, data, etc. Des de 1650 comencen a veure-s'hi petites incrustacions de marbre acolorit, que formen dissenys que poden ser estudiats en el seu creixement fins que, a la fi de segle, l'escut d'armes i la cal·ligrafia completa estan realitzats amb aquestes incrustacions, que inclouen caires decoratius. Molt després que l'estil passés de moda, es va continuar fent servir la decoració barroca per al ritual catòlic, en comptes del neoclàssic pagà.

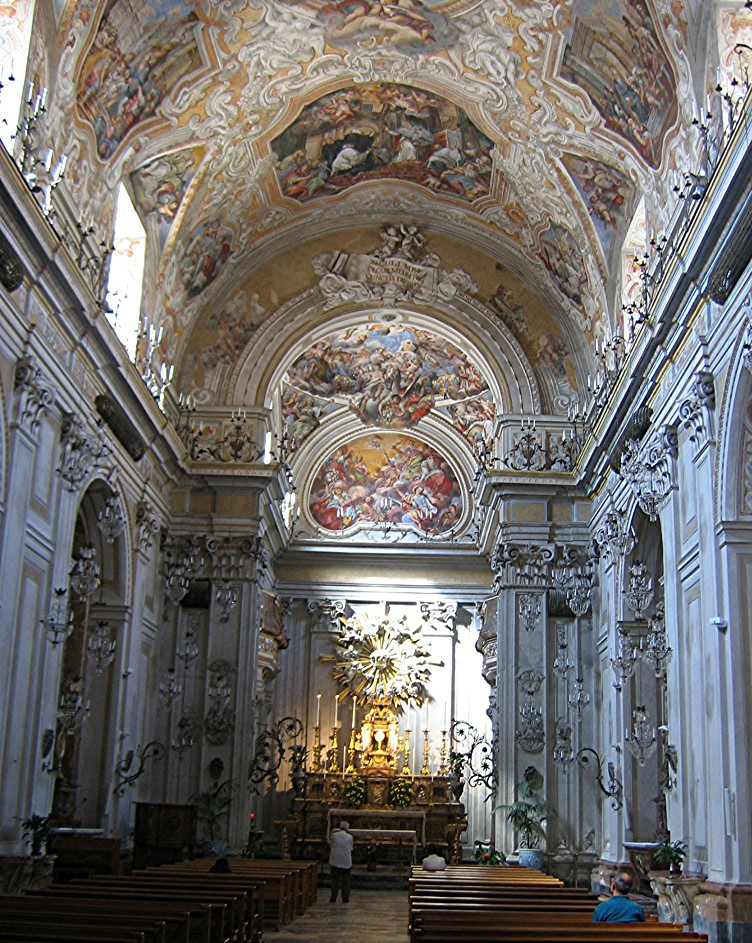
Església de San Benedetto, a Catània, amb frescs de Giovanni Tuccari.

L'església de San Benedetto a Catània és un bell exemple interior de barroc sicilià, decorat entre 1726 i 1762, l'època en què l'estil va arribar al cim de difusió i individualitat. Els cels rasos són frescs de Giovanni Tuccari. L'exemple més notori de la decoració es troba al Cor de les Monges, dissenyat prop de 1750, de manera que les veus poguessin ser escoltades durant els serveis, però mantenint les monges separades i invisibles per al món exterior.
Només amb unes poques notables excepcions, els interiors dels palazzi van ser des d'un començament menys elaborats que les esglésies. Molts en van ser acabats sense ornamentació barroca interior, simplement perquè van trigar molt a ser construïts: al moment en què estaven a punt per ser decorats, l'estil barroc havia passat de moda, i les principals habitacions van ser decorades en el nou estil neoclàssic conegut com a «pompeià». Sovint, es pot trobar una barreja de tots dos estils, com al saló de ball del Palazzo Aiutamicristo a Palerm, construït per Andrea Giganti el 1763, amb frescs al cel ras pintats per Giuseppe Cristadoro amb escenes al·legòriques de motius barrocs en guix daurat al full. Aquest cel ras ja estava desfasat en ser acabat, i la resta del saló va ser decorat en forma molt més simple. Als últims 250 anys els canvis funcionals dels palazzi han completat aquesta tendència a simplificar: les plantes baixes són ara negocis, bancs o restaurants, i els pisos alts, compartimentats en habitatges, han perdut els interiors decorats.
La tercera raó per l'absència de decoració barroca, i la més comuna, és que la majoria de les habitacions no van ser previstes per aquesta decoració. Molts palazzi eren molt grans, aptes per albergar una gran quantitat de gent. La família d'un aristòcrata sicilià, començant per ell mateix, l'esposa i molts fills, incloïa també una col·lecció de parents pobres i altres membres llunyans de la família, tots els quals tenien apartaments més petits a la casa. També hi havia els empleats, incloent-hi sovint un capellà privat o confessor, un majordom, governantes, secretàries, arxivistes, comptadors, bibliotecaris, i innombrables servents, més un porter que feia sonar una campana un nombre predeterminat de vegades d'acord amb el rang del visitant que s'aproximés. Sovint, les famílies dels servents, especialment els ancians, vivien als palazzi. Així es necessitaven moltes habitacions per albergar aquesta família.
Tots els llocs d'estar diürn, fins i tot per als amos, estaven decorats i moblats amb simplicitat. Es requerien habitacions addicionals per a, segons la tradició siciliana, albergar qualsevol visitant. Qualsevol persona forana, especialment anglesa, es considerava un trofeu especial en ser albergat, pel prestigi social que generava. Per tant, la llar dels aristòcrates sicilians era rarament un lloc buit o tranquil.

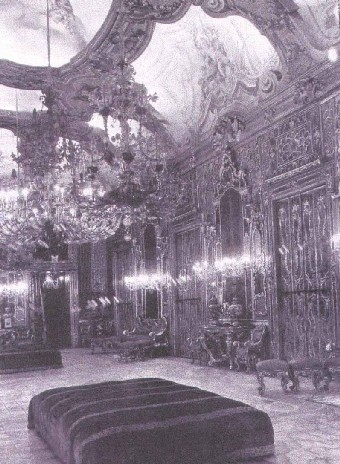
Saló de ball del Palazzo Gangi, Palerm

Les habitacions més belles i decorades eren les de la planta noble, reservada a invitats i per a entreteniment. Amb accés per la doble escalinata exterior barroca, aquestes habitacions consistien en una sèrie de grans i petits salons, amb un gran saló com a sala principal de la casa, sovint utilitzat com a saló de ball. Algunes vegades s'hi situaven els dormitoris per a invitats, però a fins del segle xviii, es trobaven sovint en un segon pis superior.
Aquestes habitacions eren per regla general profundament ornamentades. Les parets amb miralls, encastats dintre marcs daurats, de vegades alternant amb quadres igualment emmarcats, més nimfes i pastors en relleu als espais intermedis.
Als cels rasos destacaven els frescs, i els enormes canelobres de cristall de Murano, mentre que flanquejant els miralls, aplics daurats afegien il·luminació. Una de les habitacions més notables en aquest estil és la galeria dels Miralls al Palazzo Gangi, a Palerm. Aquesta sala amb frescs als cels rasos pintats per Gaspare Fumagalli, és una de les poques sales barroques que queden en aquest palazzo barroc, que va ser ampliat i reformat el 1750 per la propietària, Marianna Valguarnera, adoptant l'estil neoclàssic.
El mobiliari durant l'època va ser coherent amb l'estil: ornamentat, daurat al full, i amb tapes de marbre. Els mobles es traslladaven entre habitacions tal com es necessitaven, mantenint algunes sales sense. De vegades un mobiliari era encarregat per a una sala determinada, per exemple per combinar amb un pany de paret de seda emmarcat en daurat. Els mobles sempre s'acomodaven contra les parets, mai a l'estil conversacional posterior que usa el centre de les habitacions. Al barroc aquests «centres» es deixaven sempre buits, per mostrar millor els terres de marbre o ceràmica decorada.
L'element comú de la decoració interior als palazzi i esglésies va ser l'obra d'estuc. Aquest és un component important del disseny i la filosofia barroca, perquè s'adiu sensiblement amb l'arquitectura, escultura i pintura en una composició tridimensional. El conjunt de cels rasos plens de trompe-l'oeil i murs amb pintura barroca il·lusionista, confon art i realitat. Mentre que a les esglésies l'estuc representava àngels i querubins envoltats d'adorns de flors, en una casa privada acostumaven a mostrar els aliments o instruments musicals favorits del propietari.

## Període final

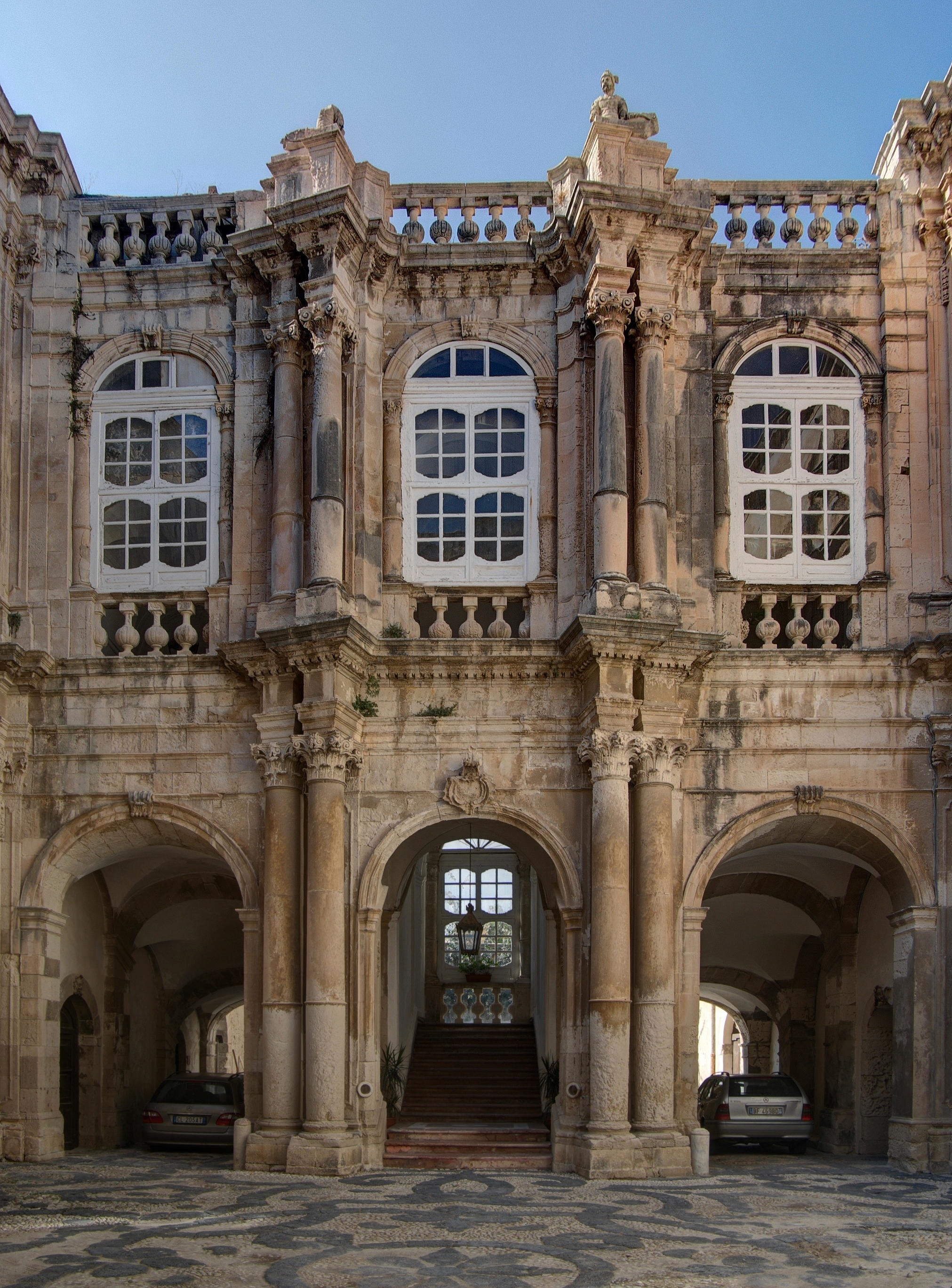
Palazzo Beneventano del Bosco a Siracusa modificat l'any 1779

Com en tots els estils arquitectònics, la gent, a l'últim, es va cansar del barroc. En alguns llocs d'Europa es va transformar en rococó, però no a Sicília. Ja fora del domini d'Àustria, l'illa va ser governada des del 1735 pel rei de Nàpols, Carles.
L'arquitecte francès Léon Dufourny va ser a l'illa entre 1787 i 1794, estudiant i analitzant els temples de l'antiga Grècia. Els sicilians van redescobrir el seu antic passat, el llenguatge clàssic que es convertia ara en l'última moda. El canvi en el gust no es va produir de sobte. El barroc va romandre popular, però ara els balcons barrocs, encara extravagants, es construïen al costat de severes columnes clàssiques. Dufourny va començar a dissenyar a Palerm, i el seu templet d'entrada als jardins botànics va ser el primer edifici a Sicília basat en l'ordre dòric grec. Era mera arquitectura neoclàssica, com es va iniciar a Anglaterra des del 1760, com a signe del que s'acostava.
El gran amic de Dufourny i col·lega arquitecte Giuseppe Venanzio Marvuglia va ser el que va liderar el declivi gradual del barroc sicilià. El 1784 va dissenyar el Palazzo Riso-Belmonte, bell exemple d'aquest període de transició arquitectònica: combina motius barrocs i de l'arquitectura del pal·ladianisme en una construcció amb arcades que envolten un pati, ple de jocs de llum i ombra segons la concepció barroca. La façana principal, articulada amb pilastres gegantines, també té detalls barrocs, però sense un horitzó retallat. Les pilastres es van dissenyar sense decoració, simples, d'ordre jònic, sustentant un entaulament també sense decorar. Sobre les finestres es van col·locar frontons clàssics, no retallats. El barroc sicilià s'esfumava.
Una altra raó per al declivi del barroc a Sicília, i de la construcció en general, va ser la realitat econòmica; ja no es disposava de tanta riquesa. Durant el segle xvii l'aristocràcia havia viscut principalment a les seves terres, cuidant-les i millorant-les, i també n'eren bons els ingressos. Ja al segle xviii, la noblesa va emigrar gradualment a les ciutats, especialment a Palerm i a Catània, per gaudir de les delícies socials de la cort del virrei. Els seus palazzi urbans van créixer en grandesa i esplendor, en detriment de les terres abandonades, d'on se suposava que provenien els ingressos. Els encarregats dels establiments rurals van anar perdent eficiència o augmentant el seu nivell de corrupció, o ambdues coses alhora.
L'aristocràcia va prendre préstecs fent servir els camps com a fiança, fins que el valor de les descurades propietats va caure per sota l'import dels deutes contrets. A més a més, Sicília perdia estabilitat política a mesura que la noblesa s'endeutava. Governada des de Nàpols pel feble Ferran I i la seva dominant esposa, Sicília va declinar fins a un punt sense retorn després del 1798, i novament el 1806, quan el rei va ser forçat pels invasors francesos a fugir des de Nàpols a Sicília. Els francesos van ser allunyats de Sicília per una força expedicionària de 17.000 soldats britànics, i l'illa va passar aleshores a ser dominada de fet, encara que no oficialment, per Anglaterra. El rei Ferran va decretar el 1811 el primer impost, i es guanyà l'antipatia de l'aristocràcia.
L'impost va ser anul·lat pels anglesos el 1812, i tot seguit van imposar una constitució britànica a l'illa. Una innovació legal que va tenir particulars conseqüències per a l'aristocràcia va ser que els creditors, que fins llavors havien tingut facultats per forçar pagaments dobles d'interessos sobre un deute o hipoteca, podien ara embargar propietats. Aquestes van començar a canviar de mans ràpidament i, en conseqüència, els propietaris burgesos immediatament van començar a prosperar.
Les revoltes contra el Borbó el 1821 i 1848 van dividir la noblesa, quan el liberalisme ja era a l'ambient. Aquests factors, alhora amb l'agitació política i social del Risorgimento al segle xix, van arruïnar l'aristocràcia siciliana. Addicionalment, la classe aristocratica va negligir el principi de «noblesa obliga», essencial al sistema feudal, el camp va ser dominat per bandits, i les una vegada grans vil·les rurals van decaure. La mania constructora de les classes altes sicilianes havia acabat.

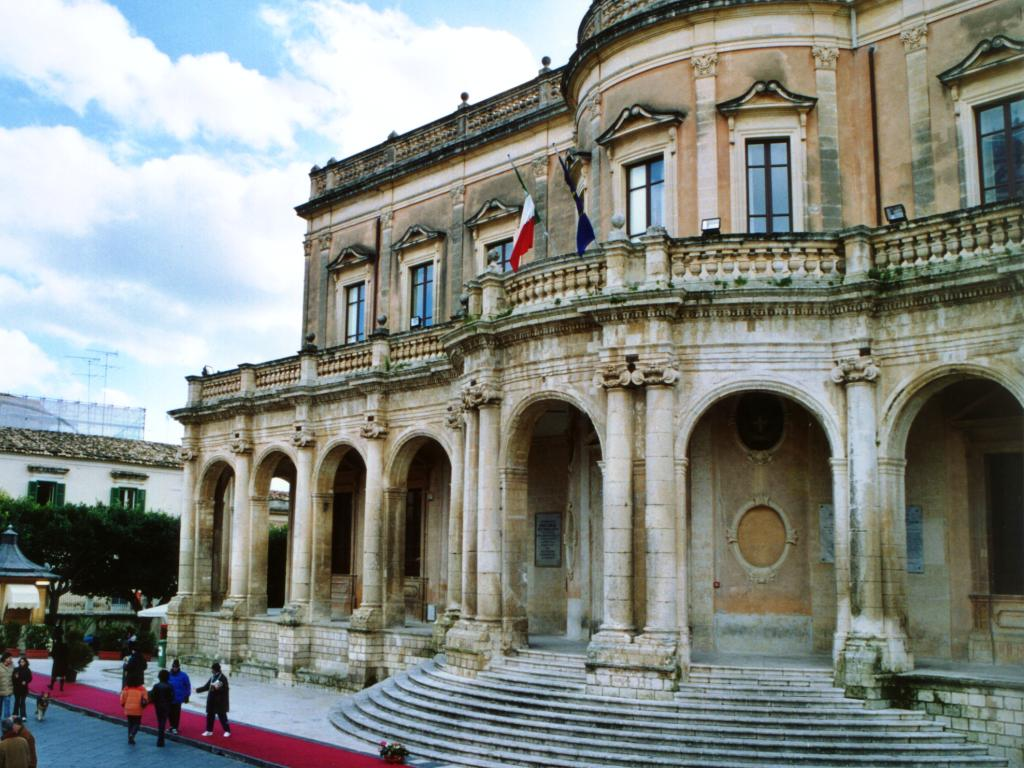
Palazzo Ducezio començat el 1746, amb influències neoclàssiques, per Vicenzo Sinatra

Tanmateix, la influència anglesa a Sicília donaria al barroc l'última etapa de prosperitat. Marvuglia, reconeixent la nova moda que seguia el model britànic, va desenvolupar un estil que va utilitzar per primera vegada, al Palazzo Riso-Belmonte el 1784, alguns dels elements més seriosos del barroc amb motius del pal·ladianisme. El barroc sicilià tardà va ser similar en estil al barroc popular a Anglaterra a començaments del segle xviii, popularitzat per sir John Vanbrugh, amb edificis com el palau de Blenheim. N'és un exemple l'església de Sant Francesc de Sales dissenyada per Marvuglia, que és summament anglesa en la seva interpretació del barroc. De tota manera, aquest va ser un èxit temporal, i l'estil neoclàssic va triomfar ràpidament. Uns pocs aristòcrates estaven en condicions d'edificar, de manera que el nou estil va ser usat principalment en edificis públics, com els Jardins Botànics a Palerm. Els arquitectes sicilians, fins i tot Andrea Giganti, que dissenyava anteriorment edificis barrocs, van començar a construir en estil neoclàssic, encara que en aquest cas es tractava del neoclàssic de moda a França. La vil·la Galletti a Bagheria, per Giganti, està clarament inspirada en el treball d'Ange-Jacques Gabriel.
Com en els primers dies del barroc sicilià, els nous edificis neoclàssics eren sovint còpies o híbrids de tots dos corrents. El Palazzo Ducezio, construït per Vicenzo Sinatra començat el 1746, es va dissenyar amb una planta baixa plena d'arcades que creen un joc de llum i ombres al més pur estil barroc. Tanmateix, quan uns anys més tard s'hi va agregar el primer pis, malgrat l'ús de frontons retallats barrocs sobre les finestres, la influència neoclàssica n'és molt pronunciada, ressaltada per l'accés principal corbat. El barroc sicilià va ser gradualment i lentament substituït pel neoclassicisme francès.

## Llegat

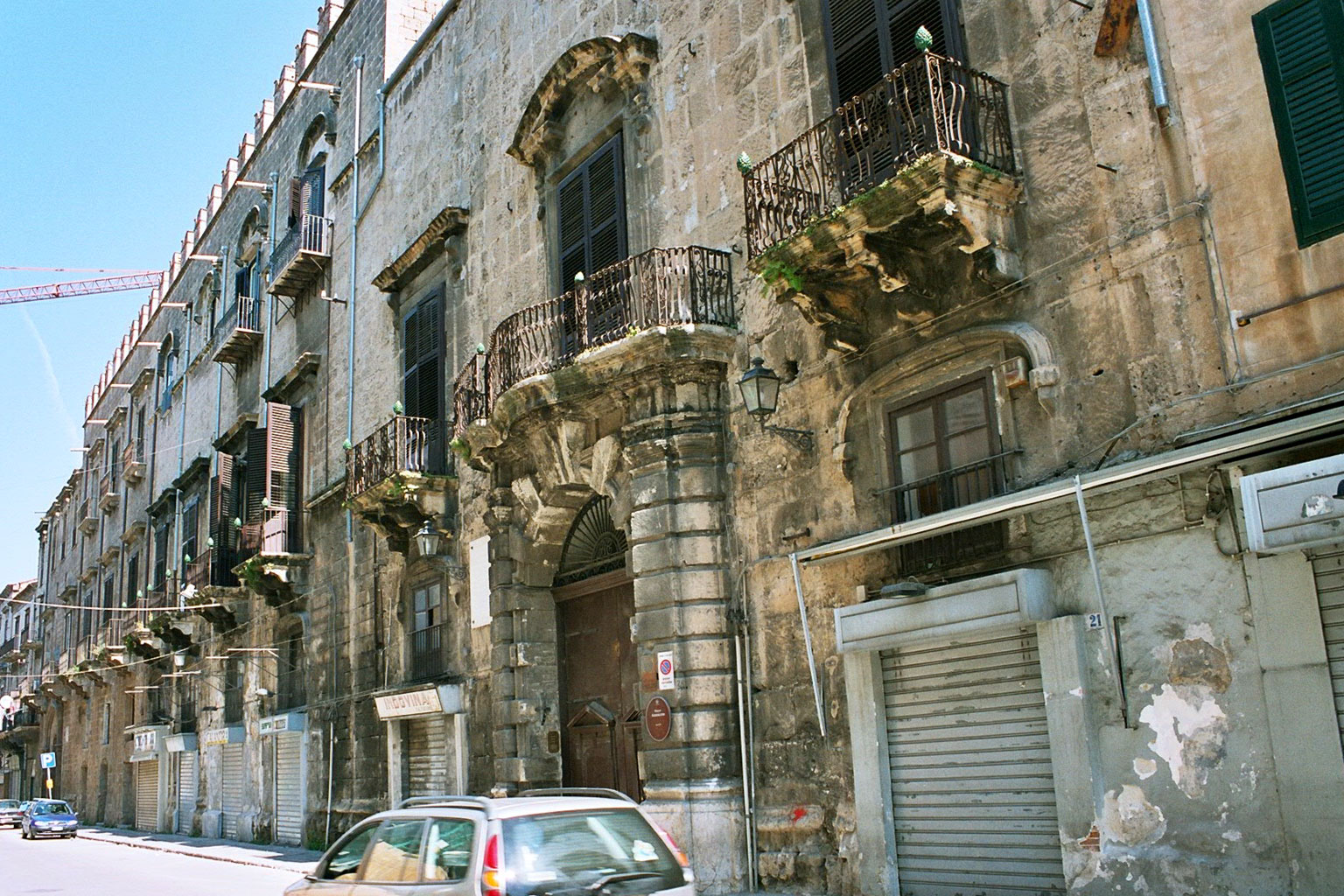
Palazzo Aiutamicristo a Palerm de l'any 1763 construït per Andrea Giganti

Sobretot, el barroc sicilià és actualment reconegut com un estil gràcies al treball d'Anthony Blunt.
La majoria dels palazzi barrocs es van mantenir sota propietat privada durant el segle xix, mentre la vella aristocràcia es casava amb membres de la classe mitjana rica o queien en fallida. Va haver-n'hi unes poques excepcions d'algunes famílies que van aconseguir de retenir els palazzi ancestrals. Gràcies a la contínua religiositat i devoció del poble sicilià, la majoria d'esglésies del barroc sicilià mantenen la funció per a la qual van ser construïdes.
Tanmateix, la culpa de la decadència i ruïnós estat de preservació de molts palazzi no recau sobre propietaris sense voluntat d'acceptar el canvi de situació, sinó més aviat sobre l'agenda política dels successius governs socialistes. Algunes d'aquestes formoses vil·les i palazzi, incloent-hi el Palazzo del Príncep de Lampedusa, a Palerm, són encara en ruïnes en acabant les incursions del bombardeig nord-americà el 1943 en la Segona Guerra Mundial.
En molts casos no s'ha fet cap intent de restaurar o si més no assegurar-ne les ruïnes. Altres edificis que van sobreviure als bombardejos han estat adaptats a oficines o departaments, els seus interiors barrocs desmantellats, fraccionats i venuts.
Els membres de l'aristocràcia siciliana que encara habiten els seus ancestrals palazzi s'abstenen d'omplir els jardins amb bèsties salvatges, perquè les masses visitin les seves llars. Els prínceps, marquesos i comtes de Sicília que romanen a l'illa han preferit viure en esplèndid aïllament, envoltats sovint per bellesa i decadència. Recentment, propietaris i govern estan començant a prendre consciència sobre la necessitat de dur a terme accions immediates abans que sigui molt tard per salvar aquest llegat particular de l'herència siciliana.
Com actualment Sicília s'està convertint en una societat políticament estable i menys corrompuda, els palazzi barrocs estan molt lentament començant a obrir les portes al públic ansiós, més nord-americans i anglesos que italians. Pocs anys enrere, el saló de ball del Palazzo Gangi era l'únic cas aprofitat com a estudi de filmació, però ara com ara els salons de ball i altres grans sales allotgen esdeveniments públics o corporatius. Alguns palazzi estan oferint un servei d'estada i esmorzar a visitants que paguin per això, de manera que novament proveeixen hospitalitat als visitants a Sicília, un dels fins per als quals van ser dissenyats.

## Patrimoni de la Humanitat
L'any 2002, la UNESCO va incloure una selecció de monuments barrocs de la vall de Noto dins de la seva llista com a Patrimoni de la Humanitat, per «proporcionar un testimoni excel·lent de l'art i l'arquitectura del barroc tardà», i «representar la culminació i floriment final d'art barroc a Europa».

## Arquitectes del barroc sicilià
| - Antonello Gagini (escultor) - Antonio Gagini (escultor) - Domenico Gagini (escultor) - Rosario Gagliardi - Andrea Giganti - Guarino Guarini - Stefano Ittar | - Giulio Lasso - Giuseppe Venanzio Marvuglia - Tomasso Napoli - Andrea Palma - Vicenzo Sinatra - Giovanni Battista Vaccarini |